# Avenida de Mayo
La avenida de Mayo, situada en el barrio porteño de Monserrat, fue el primer bulevar de la ciudad de Buenos Aires, Argentina, y se convirtió en la columna vertebral de su centro histórico y cívico. Nació opulenta y majestuosa, y con el tiempo pasó a ser símbolo de los lazos argentino-españoles y escenario privilegiado de las grandes manifestaciones sociales de la capital. Fue además la primera avenida de la República Argentina y de toda Sudamérica.
Su recorrido comienza en la calle Bolívar y, con un trazado de este a oeste, se extiende entre las paralelas Hipólito Yrigoyen y avenida Rivadavia. De este modo enlaza dos plazas emblemáticas de la ciudad: la histórica plaza de Mayo y la plaza del Congreso, a lo largo de unas diez cuadras.
La inauguración oficial tuvo lugar el 9 de julio de 1894. Su apertura respondió tanto a la necesidad de crear un “pulmón” urbano en el densamente poblado casco central, como al propósito de convertirse en la gran vidriera de Buenos Aires frente al mundo.
Su planeamiento generó intensos debates y resistencias, ya que implicó la expropiación y demolición de residencias pertenecientes a la alta sociedad, además de representar un emprendimiento considerado excesivamente costoso. El proyecto tomó como modelo los grandes bulevares parisinos; sin embargo, la masiva inmigración española que se asentó en sus alrededores imprimió un marcado carácter hispánico al ámbito de la avenida. Así, se pobló de teatros de zarzuela, cafés inspirados en los de Madrid, ateneos, asociaciones literarias y peñas, cuya influencia se reflejó también en su arquitectura. Por esta razón, la avenida de Mayo suele ser comparada con la Gran Vía madrileña.
Se transformó en un imponente escenario de la vida pública a comienzos del siglo XX y las fachadas de sus edificios —con predominio de los estilos art nouveau, neoclásico y ecléctico- ofrecieron un marco distinguido para la recepción de ilustres visitantes extranjeros. La avenida constituye quizá el mejor exponente urbano de la prosperidad argentina de aquella época. Bajo su traza se construyó además el primer subterráneo (metro) del Hemisferio Sur.

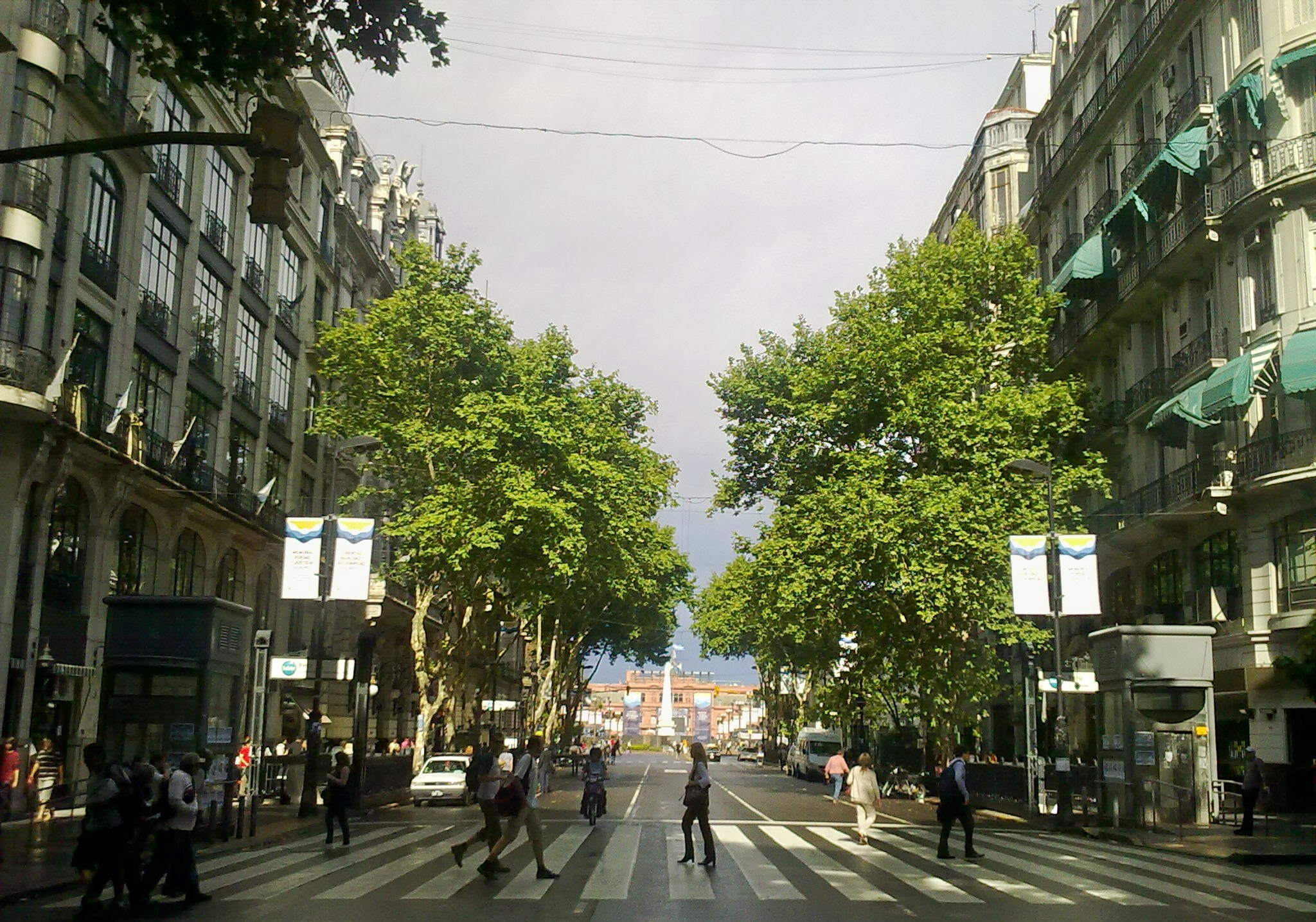
La Av. de Mayo en su intersección con la calle Perú. Al fondo, la Casa Rosada y la Plaza de Mayo.

Por vincular al  Congreso de la Nación Argentina con la Casa Rosada, sede del poder ejecutivo, la avenida de Mayo constituye el trayecto protocolar que recorren los presidentes electos en los días de asunción. Asimismo, ha sido escenario habitual de desfiles de protesta y de celebraciones populares en las principales fechas patrias.
En la avenida de Mayo fueron recibidos como héroes los tripulantes del histórico vuelo del Vuelo del Plus Ultra, o el popular aviador Jorge Newbery. También fue el espacio donde la ciudadanía acompañó con pesar el paso de los cortejos fúnebres de personalidades ilustres.
Por medio del decreto del Poder Ejecutivo Nacional n.º 437 de 1997,  declaró a la la avenida de Mayo fue declarada Lugar Histórico Nacional. Esta designación establece que no pueden modificarse las fachadas de los edificios ni colocarse ciertos tipos de publicidades o marquesinas. Cualquier intervención que implique alterar sus estructuras requiere la aprobación previa de la Comisión Nacional de Monumentos, de Lugares y Bienes Históricos.

## Historia

### La aprobación del proyecto

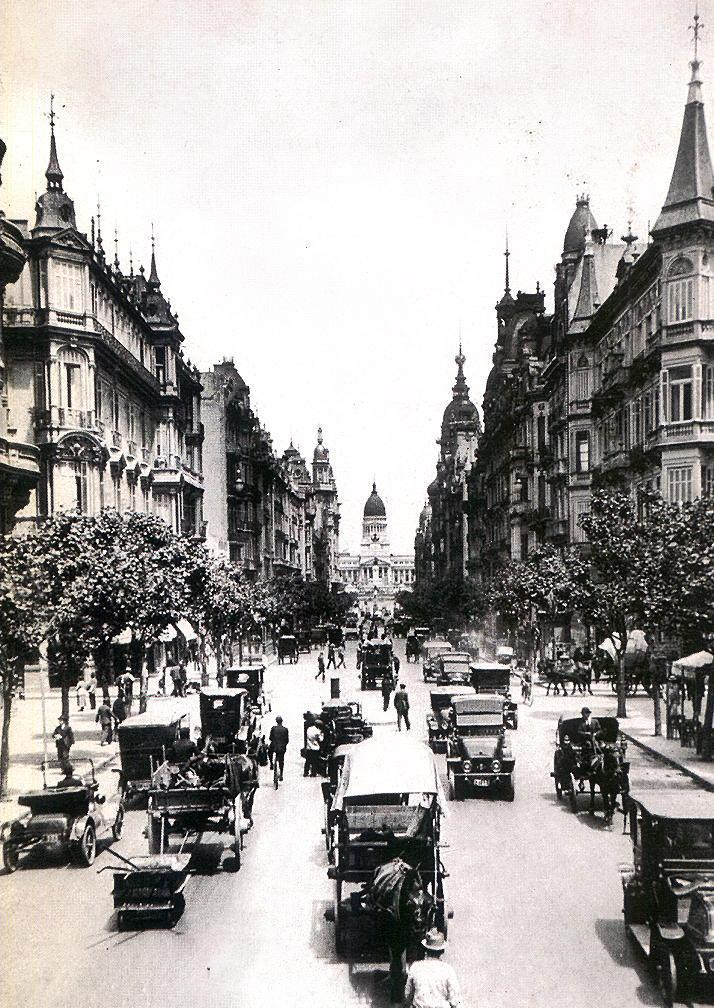
Vista del Palacio del Congreso desde la avenida de Mayo en 1915.

El proceso de urbanización de Buenos Aires abarca un periodo desde 1869 hasta 1914. El mismo se inicia mediante una revolución urbana, es decir, la transformación de los centros de las ciudades modernas con el objetivo de la metropolización de Buenos Aires, Córdoba y Rosario.
Con el trazado de Avenida de Mayo y el proyecto de la avenida Norte-Sur se buscó definir una cruz donde en los extremos se ubican las sedes de los poderes de la ciudad: El congreso, Municipio, Tribunales y Casa de Gobierno. Mediante este trazado, Avenida de Mayo constituyó la pieza urbana más expresiva de la autor-representación de la élite dirigente en las primeras décadas de la modernización. Generó una enorme apertura que marcó la división entre el norte porteño y el sur más pobre que caracteriza a Buenos Aires en el siglo XX.
La ciudad de Buenos Aires inició un importante desarrollo a partir de 1880, año en que fue designada capital de la Nación Argentina y el presidente Julio Argentino Roca nombró intendente de la misma a Torcuato de Alvear.
El impulso generado por las obras portuarias y los ferrocarriles incrementaron el comercio, la inversión y la inmigración que se centró en la urbe. Los políticos y literatos conocidos como la Generación del 80 rindieron culto al progreso y trabajaron estrechamente con inversiones extranjeras, buscando transformar la gran aldea en una ciudad moderna y avanzada. Imitando las ideas europeas imperantes del momento, consideraron que amplios bulevares contribuirían a lograrlo.
Alvear buscaba hacer más atractivas las calles del centro de la ciudad y con este objetivo en febrero de 1882 se dirigió al ministro del Interior de la Nación, Bernardo de Irigoyen, para pedirle que se declarara de utilidad pública y se permitiese la expropiación de las manzanas comprendidas entre las plazas de la Victoria (actual plaza de Mayo) y Plaza Lorea, y entre las calles Rivadavia y Victoria (actual Hipólito Yrigoyen), en los sectores que fueran necesarios para la apertura de una avenida. Realizadas las gestiones necesarias se dictó el 31 de octubre de 1884 la Ley n.º 1.583 que autorizaba la apertura de una avenida de 30 metros de ancho, por lo menos, que partiendo de la plaza de Mayo, divida por la mitad las manzanas comprometidas entre las calles Rivadavia y Victoria y termine en la de Entre Ríos. Un año después el Concejo deliberante dicta la ordenanza reglamentaria de dicha ley, de modo que pudieran iniciarse oficialmente los trabajos. La lectura de dicha ley permite establecer con claridad los alcances de la propuesta: «la intendencia procederá a hacer uso de la autorización conferida en el artículo n.º 4 de la expresada ley (1583) para la apertura de la avenida, (...) que será de 35 metros de ancho, comenzando los trabajos por las manzanas en que se ofrezca menos resistencia en los arreglos que previamente procurará con los propietarios, quedando facultada en ese punto, sea para nombrar comisiones de vecinos para el justiprecio, sea para verificar con dichos propietarios las convenciones que consulten los objetos de la ley, acordando si fuere necesario, una compensación moderada por parte del municipio. La Intendencia podrá reducir el ancho indicado, si en la ejecución de la obra se ofreciesen inconvenientes que en obsequi de los intereses generales conveniese conciliar, sin que pueda reducirse a menos de 30 metros el ancho de la calle.» En principio iba a llamarse 25 de Mayo pero finalmente se llamó Avenida de Mayo, en homenaje a mayo de 1810, mes en que se instaló el primer gobierno patrio argentino. La construcción de la avenida presentó un gran desafío para las autoridades de la época que previamente se la llamó la "Avenida de los Pleitos".

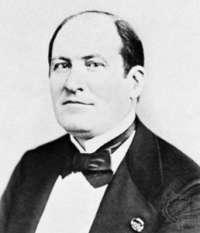
Barón de Haussmann, circa 1865.

El proyecto contaba con varios antecedentes: ya en 1846 Domingo Faustino Sarmiento, futuro presidente argentino, había mostrado su admiración por las enseñanzas del Prefecto de París, el Barón Haussmann, quien proponía (y luego llevó a cabo) la apertura de grandes avenidas eliminando barrios insalubres de casas hacinadas y engrandeciendo la ciudad.
Basados en el nuevo modelo parisino y con desdén por la arquitectura colonial surgieron diversos proyectos para la ciudad de Buenos Aires, consistentes en abrir avenidas y diagonales bordeadas por plazas. Uno de ellos fue presentado en 1872 por los ingenieros Carlos Carranza y Daniel Soler, y consistía en una avenida de 50 m de ancho que uniera la actual plaza de Mayo con la de Once de Septiembre.
A partir de la reglamentación, el 21 de septiembre de 1885, de la mencionada ley de apertura, se generaron debates en la opinión pública y medios periodísticos que en general no fueron favorables a la medida. Muchos consideraban que eran prioritarios: completar las redes de agua corriente y desagües, arreglar las calles, y terminar con los pantanos y focos de fiebre de las afueras de la ciudad, antes que preocuparse por el ornato de la misma. 
La Municipalidad en cambio consideraba que la avenida o bulevar (durante años se discutió cual término era el correcto) era indispensable para facilitar el tráfico comercial entre el Puerto de Buenos Aires y la estación ferroviaria de la plaza Once de Septiembre, mejorar las condiciones higiénicas, al servir de pulmón a la población concentrada en la zona céntrica, y embellecer a la ciudad siguiendo los modelos de París y Londres. Con respecto a este último punto es de destacar que en 1884, Alvear fue suspendido temporalmente en sus funciones pues la oposición lo acusó de malgastar el erario municipal dejando de lado "lo necesario por lo superfluo". Sin embargo, los partidarios de la apertura insistían en que ésta se tornaba indispensable para incrementar las zonas de aire y luz mejorando así el estado sanitario de una ciudad acosada por las epidemias, que se hacían fuertes precisamente en las calles estrechas y oscuras.
Miguel Cané, quien sería intendente mientras se la construía, consideraba que la capital debía imitar los modelos de las ciudades europeas y terminar con aquellas fachadas de edificios que él consideraba ridículas y caprichosas. Para esto era necesario establecer reglas de buen gusto en los frentes de los edificios, y construirlos de manera que fueran aireados, cómodos y bien iluminados interiormente. La avenida debía entonces cumplir con preceptos reguladores que aseguraran además la homogeneidad arquitectónica tal como sucedía en los bulevares parisinos. Era indispensable que los edificios alcanzaran alturas uniformes, no solo por una cuestión de estética sino también para evitar perjuicios a los propietarios que no tuvieran frente a la avenida. Se fijaría entonces una altura máxima en la avenida de 24 m y una mínima de 20 m.
Otro tema debatido estaba relacionado con decidir si la apertura debía realizarse ensanchando la calle Rivadavia o por el medio de las manzanas situadas entre dicha calle y su paralela Victoria (actual Hipólito Yrigoyen). Esto último fue lo que finalmente se hizo, y era lo preferido por el director de Obras Públicas, el arquitecto Juan Antonio Buschiazzo, debido a que se evitaba el contraste entre las nuevas casas que se construirían de un lado y las viejas de enfrente y además, al no ser perfectamente paralelas Rivadavia y Victoria, se hubiera tenido que inutilizar innecesariamente los edificios de un costado para lograr la perfecta armonía entre las dos calles. Por otra parte, el diario La Nación también señalaba como ventaja de hacerlo por el medio, ya que de esa manera se higienizarían los fondos de las construcciones demolidas.
El plan se fue postergando durante años, primeramente por la demora de la ley de apertura de calles y avenidas por el Congreso de la Nación: el Senado tardó en decidir la aprobación del empréstito propuesto por el Intendente. La Cámara de Diputados discutió el término de utilidad pública que se le quería dar al proyecto, ya que el Congreso Nacional solo podía girar fondos a la Municipalidad si la obra demostraba ser efectivamente necesaria para el bien de la población.
El proyecto asumía que la mayoría de los vecinos donarían las secciones de los lotes afectados por la obra. Se asumía, en el proyecto original, que la apertura de la avenida duplicaría el valor de la porción del lote que quedara a nombre del titular que donara. Alvear supuso entonces que la mayoría de los vecinos iban a ver, la donación como una inversión. Los únicos terrenos que iban a tener que expropiarse serían los que se vieran afectados totalmente por la apertura. Si el todo salía bien, el costo sería bajo.

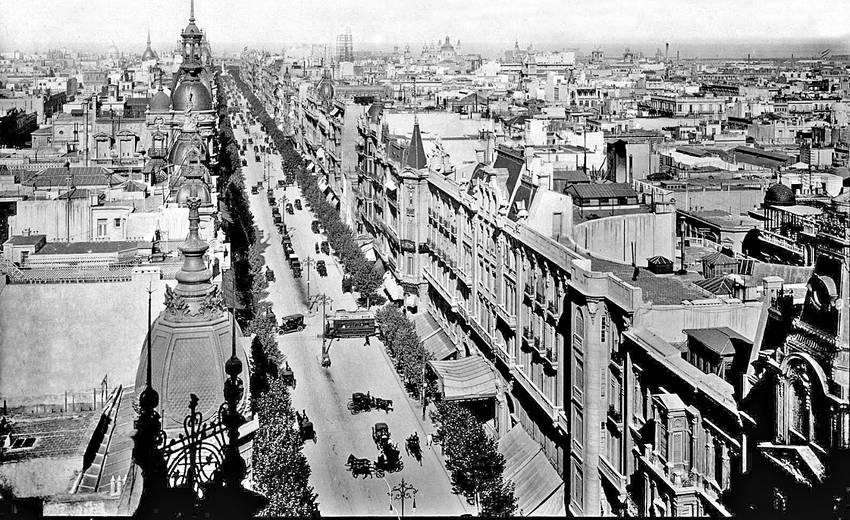
Avenida de Mayo en 1911, vista desde el lado del Congreso hacia la plaza de Mayo.

Esto originó un nuevo debate referido a si era correcta la venta por la fuerza, sobre todo de aquella parte de los terrenos que no iban a ser utilizados. El intendente argüía que las expropiaciones se harían por un precio mayor que el valor de venta de la propiedad, lo que beneficiaría a los propietarios.
En ese año el médico higienista Antonio Crespo sucedió a Alvear en la intendencia y propuso derogar la ley de apertura de la arteria. Consideraba que el abrir una sola avenida solo servía de ornato y propuso un nuevo plan de apertura de avenidas diagonales para mejorar la aireación e higiene urbana. Sin embargo, a esta altura, la opinión pública prefirió la prosecución del proyecto original. Crespo pretendía expropiar por completo los terrenos afectados por la obra con la idea de vender más tarde los sobrantes de terreno por un valor mucho más alto, para de esta forma lograr que el costo de su construcción fuera mínimo. Aunque varios vecinos afectados por la traza de la avenida estuvieron de acuerdo, otros rechazaron la idea. Estos casos terminaron en la Corte Suprema que falló en contra de la Municipalidad.
Un caso resonante fue el de Isabel Armstrong de Elortondo, cuya propiedad en la calle Perú quedaría dividida en dos. En 1888 la Corte Suprema de Justicia falló en este caso, que no era procedente expropiar la totalidad de la finca, sino sólo lo que fuera necesario para que la avenida se construyera. Esto obligó a la Municipalidad a conciliar intereses con los propietarios, quienes según el diario La Nación pretendieron cobrar ingentes sumas por las fracciones expropiadas y aprovechar la centuplicación del valor del resto..

### Las demoliciones y la inauguración

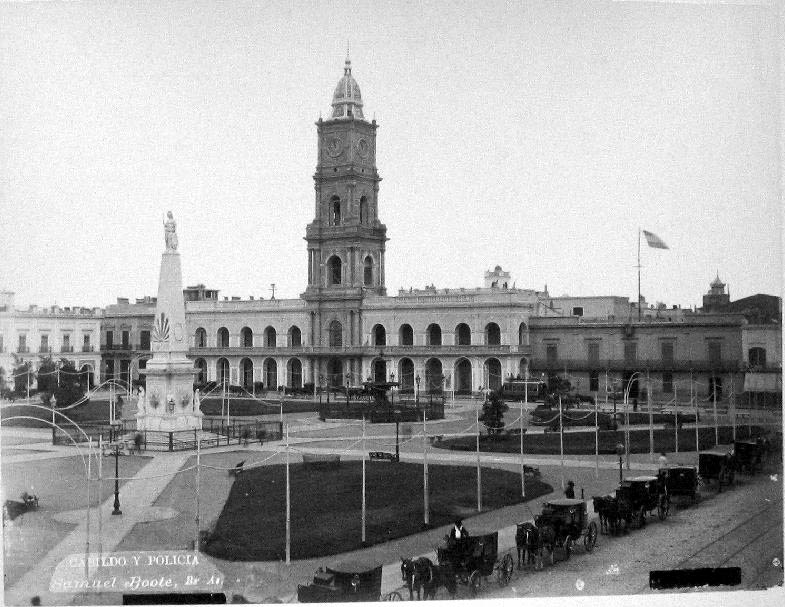
Cabildo (con la torre diseñada por Pedro Benoit) y Casa de la Policía, antes de la demolición.

El 25 de mayo de 1888 se inició la destrucción de los edificios públicos más antiguos, todos ellos situados sobre la plaza de Mayo: la Casa de la Policía, los tres arcos del lado norte del Cabildo, el Cuartel de Bomberos y expropiar 13 manzanas para lograr el ensanchamiento. A lo largo de los años serían destruidos además, entre otros tantos edificios, la iglesia escocesa de San Andrés, el Mercado Modelo, la Casa de Ejercicios, la Sociedad de Beneficencia, y el Club del Plata.
Debido a que Crespo dejó la intendencia por enfermedad, era intendente interino Guillermo Cranwell, hasta que Francisco Seeber, el intendente designado por el presidente Juárez Celman, volviera de Europa. Seeber, que había quedado impresionado por las ideas arquitectónicas del barón de Haussman en París, deseaba ejecutar en Buenos Aires obras similares a la de la avenida de Mayo para una mayor higiene y viabilidad. Mientras tanto, comenzaban ya a construirse los primeros grandes edificios de comercio.
Seeber retornaría a Europa sin llevar a cabo sus ideas y le sucedería interinamente Francisco Bollini mientras se aguardaba que Torcuato de Alvear, nuevamente nombrado para el cargo, volviera de un viaje por Europa en el que buscaba recuperarse de una enfermedad. Pero el mentor de la gran avenida fallecería en el regreso el 8 de diciembre de 1890, y por lo tanto ni siquiera presenció la construcción de la misma.
A Bollini le tocó enfrentar la crisis económica de 1890 y se limitó a actuar como administrador. Durante su intendencia se decidió emplazar el Palacio de Gobierno de la Ciudad de Buenos Aires en la esquina norte de Bolívar y la avenida de Mayo, cuya ejecución continuaba siendo difícil y costosa por los pocos recursos y los arreglos con los expropiados que exigían fuertes recompensas. Desde el empréstito acordado en 4 millones de pesos se había llegado a invertir 10 y medio, y en 1892 se solicitaron dos más.
Bollini fue sucedido durante ocho meses por Miguel Cané, quien a pesar de haber sido uno de los propulsores de la obra debió moderarse fuertemente en gastos debido a la delicada situación económica del país. 
Fue recién durante la intendencia de su sucesor, Federico Pinedo (1855-1929), que la avenida fue inaugurada el 9 de julio de 1894, en una ceremonia llena de pomposidad oficial y alegría popular. El día anterior hubo una procesión de más de 800 trabajadores que protagonizaron una marcha con antorchas, y el día inaugural se prendieron fuegos artificiales en la plaza Lorea. Luces de bengala sujetas a las columnas de luz a gas iluminaron su trayectoria durante 20 minutos. En la cabecera oeste se colocó un gran arco con la inscripción: 9 de julio de 1816 – 9 de julio de 1894. El foco del acorazado Almirante Brown presidió el festejo en la plaza de Mayo, cuyas fuentes se transformaron en pagodas chinescas.
Sin embargo la totalidad de su trayecto se completaría en septiembre. El costo resultó ser finalmente de 14 millones, a pesar de que de los 115 inmuebles afectados, 85 fueron cedidos por sus propietarios a cambio de la exoneración de impuestos.

### Las características iniciales
La avenida tuvo desde su inauguración 30 metros de ancho, compuesto por veredas de 6,5 metros y calzada de 17 metros. La altura de los edificios se fijó entre 20 y 24 metros, sin contar los techos de mansarda. Hoy día puede verse fácilmente que esta disposición ya no se cumple.
Copiando las ideas de París, tenía en algunas esquinas sótanos en donde se guardaban los instrumentos de limpieza; y a ambos lados sendos túneles que aún existen —pero arruinados y sin uso— a un metro y medio por debajo de la línea de edificación, que transportaban las cañerías de agua corriente, gas y cables. Corrían en forma paralela a las fachadas, midiendo 2,30 por 1,23 metros en el interior abovedado, pasando por debajo de ellos la cañería de desagüe pluvial: todo esto dejaba un área libre entre la estructura y los cimientos de los edificios, que quedó para el propietario y que aún hoy muchos la siguen utilizando. Los túneles, que podrían utilizarse para lo que fueron pensados (un sistema que haría menos caro el costo de los arreglos en algún servicio), han sido sin embargo sistemáticamente destruidos.
Desde 1893 hasta 1923 funcionaron, imitando a Londres, mingitorios debajo de la avenida, en las esquinas y al centro de la calzada.
A pesar de que ya se sabía que los árboles plátanos (Platanus × acerifolia) provocaban serias alergias en las personas, estos fueron plantados en todo su recorrido, y aún son la especie predominante. Seeber consideró que eran los más adecuados y llamaba preocupación vulgar al problema de salud mencionado.
Para la iluminación se utilizaron lámparas a gas sobre columnas de bronce que se completaban con alumbrado eléctrico instalado en cada cuadra sobre tres refugios ovalados colocados sobre el centro de la calzada.
Sin embargo, los refugios duraron muy poco, pues fueron un estorbo para los coches, con lo cual las columnas de luz eléctrica fueron trasladadas al borde de la acera.
En cuanto al adoquinado se adoptó el de madera que se utilizaba en París y Londres. El procedimiento para su colocación consistía en crear primeramente una base de argamasa compuesta de cemento Portland, arena gruesa y pedregullo a la que se le colocaba un pavimento formado por abetos, cubierto por otra capa de pedregullo. Se discutió que no era el más apto para el suelo de Buenos Aires. La primera madera utilizada fue la pinotea y duró solo dos años. En 1895 se ensayó con algarrobo, para el cordón, granito de Tandil y para las veredas, baldosas nacionales. El lavado de la calzada se realizaba mediante mangas de riego.
Existía un problema de importancia estética: la calle San José, que atraviesa la avenida cerca de su tramo final, había sido el antiguo cauce del pequeño arroyo llamado Zanjón de Granados. En consecuencia la avenida presenta hasta el día de hoy un pronunciado declive allí impidiendo visualizar su imponente perspectiva en su totalidad. En 1894 se pretendió elevarla en 1,8 m en esa zona, pero la idea se desechó por muy onerosa.

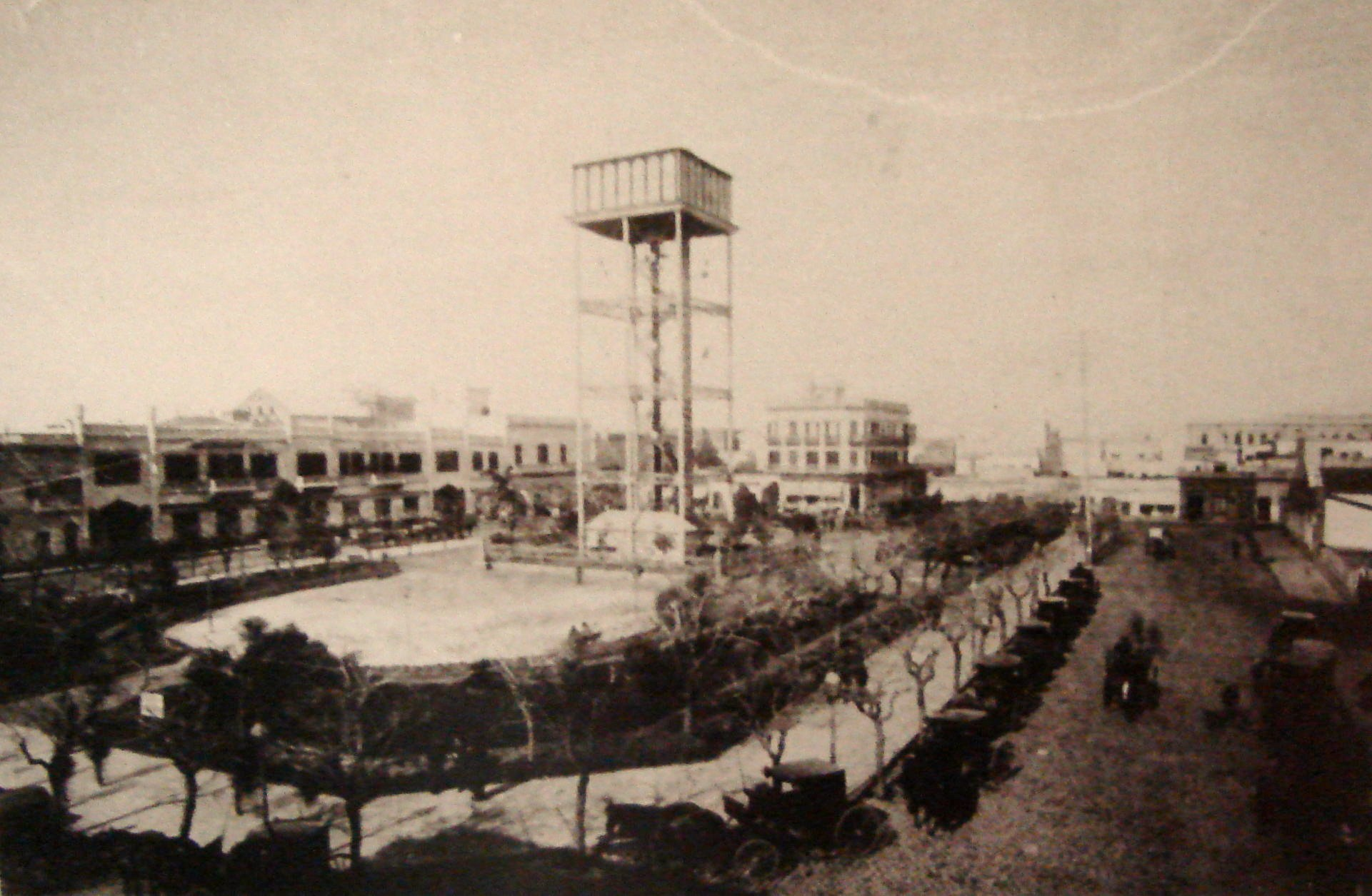
Tanque de agua en plaza Lorea, atrás del demolido tanque de agua aparece el Teatro Liceo.

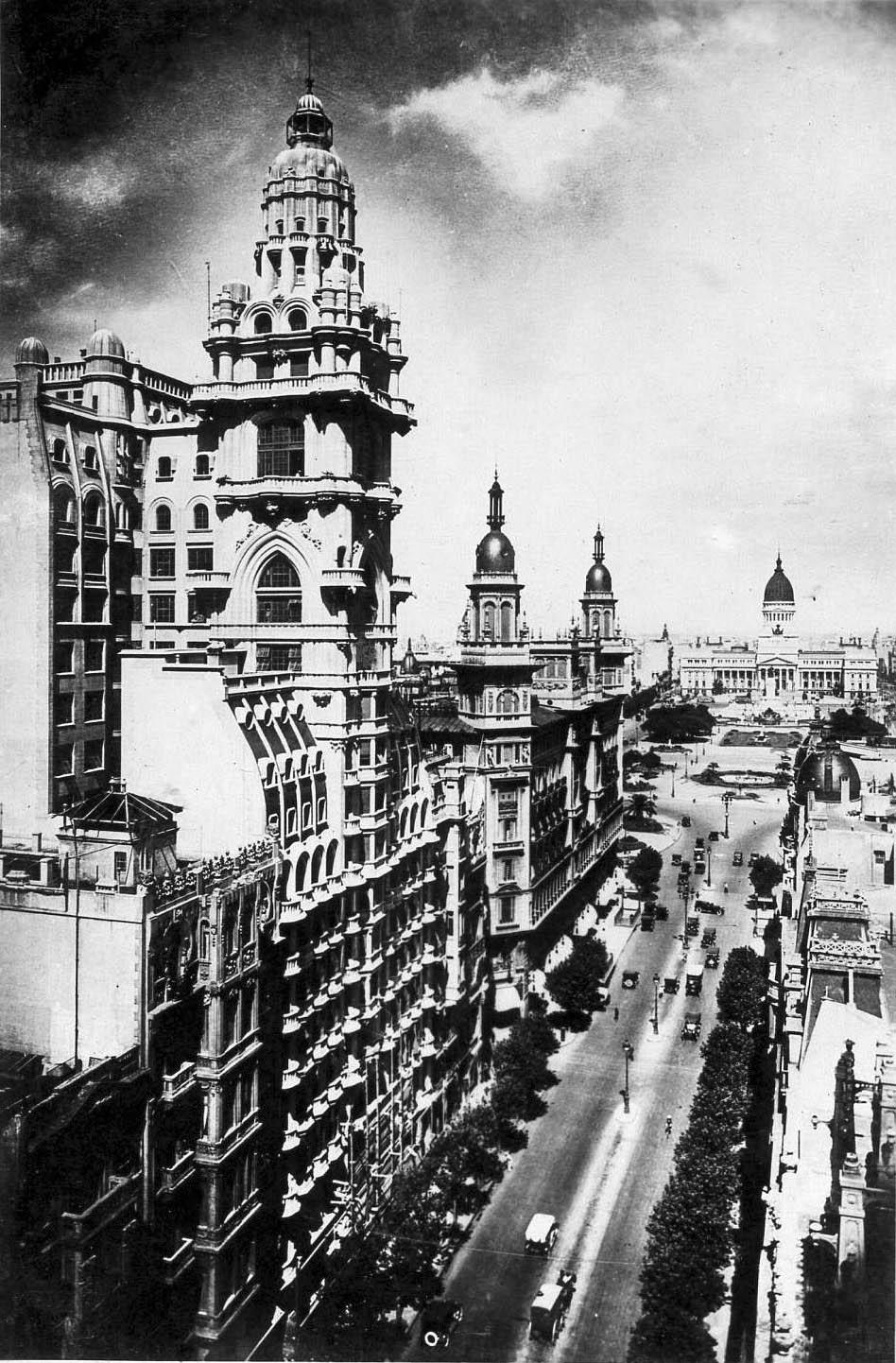
Vista del Palacio Barolo, el edificio La Inmobiliaria y el Congreso de la Nación.

La construcción de los primeros edificios de corte academicista fueron un testimonio elocuente de la influencia de la arquitectura francesa y hermosearon y modernizaron el entorno de la avenida. Gracias a las nuevas técnicas que utilizaban el hormigón armado y las vigas de hierro las construcciones eran más altas y macizas; y cambiaron de modo decisivo la apariencia del antiguo centro de la ciudad.
En París la estricta regularidad de sus calles siguiendo el estilo hausmaniano, con construcciones estándar y simétricas, terminó aburriendo a sus ciudadanos y pasó rápidamente de moda obligando en 1882 a modificar las normas de edificación. Pero en la Avenida de Mayo varios de aquellos preceptos se perdieron en parte por influencia de la propiedad en manos de particulares y de los arquitectos que proyectaron obras con reglas más flexibles, lo que convirtió a la arteria en un mosaico de estilos, pero manteniendo algunos lineamientos, como por ejemplo la continuidad de los balcones, lo que permitió una expresión menos rigurosa.
Aunque se dispusieron normas para uniformar las características de los edificios, la fragmentación de los terrenos ayudó a la aparición de casos singulares. Un ejemplo de cómo la diversidad de las construcciones no impidió una realización coherente del conjunto puede aún hoy observarse en la acera norte del primer tramo de la avenida: allí se levantan el Palacio de Gobierno, construido entre 1891 y 1902 basado en un proyecto del arquitecto Juan Antonio Buschiazzo, de impronta itálica y mansarda afrancesada, el suntuoso edificio que ocupaba el diario, La Prensa de estilo neobarroco realizado por Carlos Agote y Alberto Gainza, hoy Casa de la Cultura, y lo que fue la sucursal de la Tienda Gath y Chaves, cuya cúpula remite al academicismo, pero el resto de su fachada fue tendiendo a una oposición al mismo, con mucho uso del vidrio y ornamentos aplicados, en gran parte ya desaparecidos. 
A esta ecléctica producción se le añadiría entre fines del siglo XIX y principios del siglo XX la vertiente art nouveau, que sin embargo no destruyó la armonía del conjunto. Así, las figuras oníricas, las sirenas, los ángeles, las flores, los firuletes de hierro y de mampostería; se esparcieron por los balcones, las fachadas, los portones, los techos de pizarra y las cúpulas suntuosas, como en París o como en Barcelona y Madrid; mezclados con elementos de los estilos Luis XIII y Luis XV y ornamentación de carácter italiano incluidas por algunos arquitectos.
El nuevo estilo, con el cual las elites porteñas buscaban parecerse a París, proliferó en edificios como el centro comercial A La Ciudad de Londres, la Asociación Patriótica Española, la Sociedad Fotográfica, el Teatro de Mayo, el Hotel Frascati, el Gran Hotel España —creado en 1897—, The Windsor, el Imperial, el Metropole —del arquitecto Augusto Plou, inaugurado en 1899—, la talabartería Mataldi, el café Tortoni, la confitería Gaulois, el Hotel Lutecia (hoy Chile), etc. Muchos de ellos concebidos por uno de los sacerdotes del art nouveau en la ciudad, el arquitecto Alejandro Christophersen.
El proyecto de la arteria contemplaba que esta cortara la plaza Lorea, pero los vecinos a la misma se opusieron, pues deseaban que se conservara un depósito de agua que abastecía a la ciudad y alrededor del cual paraban las carretas, además de existir un bebedero donde se vendía agua. En 1893 pidieron que se construyera un "rond-point", en cuyo centro se mantuviera el jardín que rodeaba el tanque de agua. Esta solicitud fue respetada hasta 1910 en que el depósito dejó de tener utilidad para la ciudad y se lo eliminó.
En 1909 el Congreso de la Nación se trasladó a la imponente estructura que se levanta sobre la magnífica plaza del Congreso, hacia el extremo oeste de la avenida, lo que sirvió para equilibrar artísticamente a la plaza de Mayo, lugar frente al cual el Congreso tuvo su sede.

### Los medios de transporte

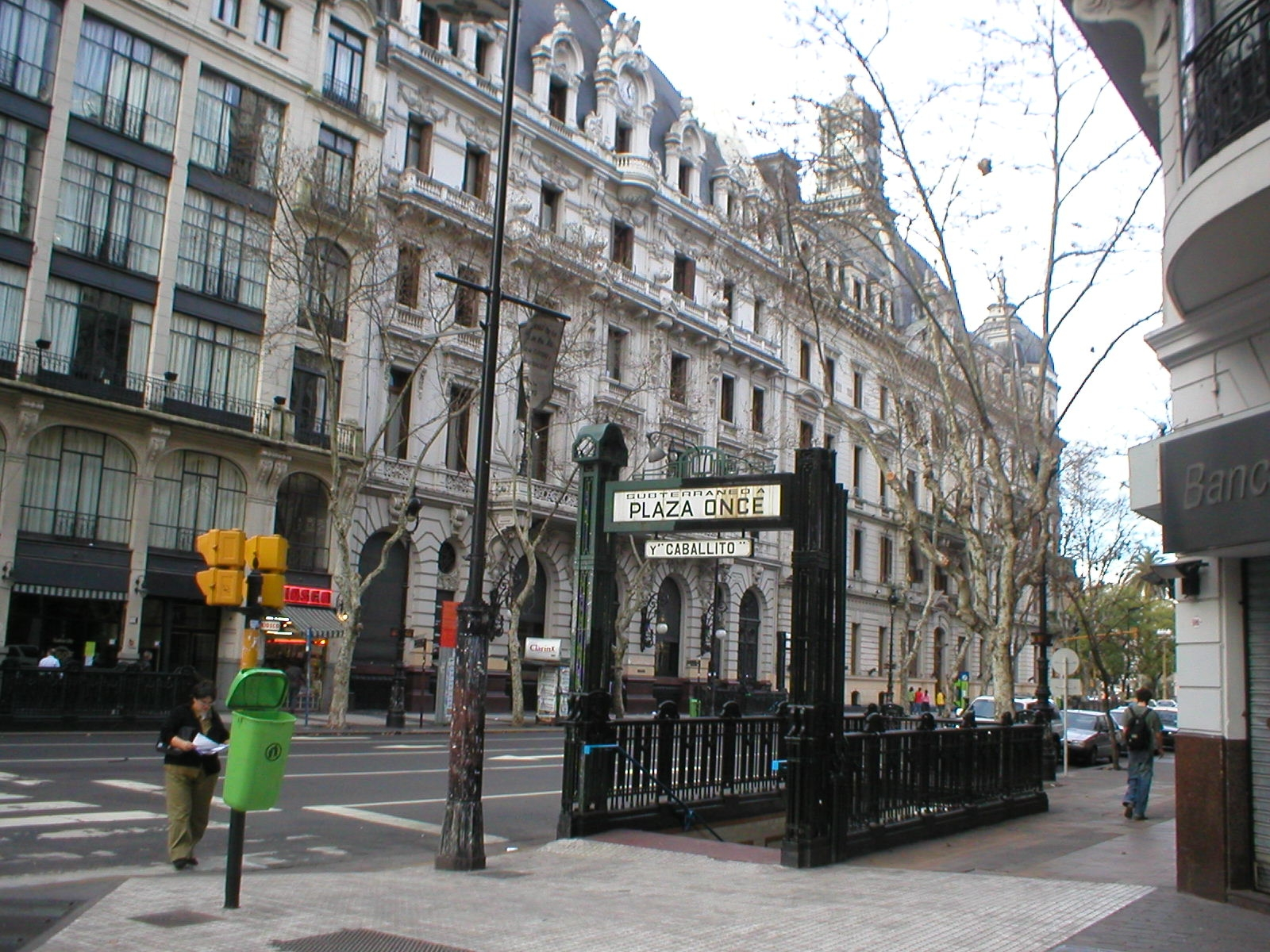
Vista del acceso a la estación Perú de la Línea A del subte, en el primer tramo de la Avenida de Mayo.

Por pedido de los propietarios de los inmuebles la avenida jamás fue recorrida por tranvías, pero por debajo de ella iban a circular tanto un subte como un tren. En efecto, en la primera década del siglo XX el tráfico vial en Buenos Aires aumentó en forma significativa y era necesaria la creación de nuevas formas de transporte masivo. El Congreso Nacional, en 1909, entregó la concesión al Ferrocarril del Oeste (FCO) para construir un subterráneo de carga de doble vía que uniera la vía principal del Ferrocarril del Oeste (actualmente Ferrocarril Domingo F. Sarmiento) en las cercanías de la calle Sadi Carnot (actualmente Mario Bravo) con el puerto. Pero el 28 de diciembre de ese mismo año la municipalidad de la ciudad de Buenos Aires entregó una concesión a la Compañía de Tranvías Anglo Argentina (CTAA), que explotaba el 80 % del sistema de tranvías, para construir un subterráneo de pasajeros. El proyecto incluía en su trazado el tramo Plaza de Mayo-Plaza Miserere, por debajo de la Avenida de Mayo, que había sido concedido al ferrocarril.
Tras un litigio, se acordó que el Ferrocarril del Oeste construyera la línea para cargas pero de una sola vía y a una profundidad que permitiera el paso de la línea de pasajeros que construiría CTAA en un plano superior. Este servicio de ferrocarril con el tiempo dejó de usarse. Durante los años de 1997 a 2008 volvió a usarse la vía para que circulase un tren de pasajeros.
De esta forma el 15 de septiembre de 1911 comenzó la construcción de la línea de subte Anglo Argentina, llamada Línea A a partir de 1939. El tramo Plaza de Mayo–Plaza Miserere fue inaugurado el 1 de diciembre de 1913. Fue el primer subterráneo construido en América Latina y un orgullo para los porteños.

### Los hoteles y emporios comerciales
Los primeros edificios construidos fueron principalmente de hoteles que anteriormente se hallaban en la zona portuaria. Varios de ellos eran de lujo, destinados a captar a los extranjeros que venían por motivos de negocios. El Metropole poseía comodidades que no contaban ni siquiera los mejores establecimientos europeos. El Majestic se inauguró en mayo de 1910 en la esquina de Santiago del Estero, era de una aseguradora pero se lo remoledó como hotel para recibir a las delegaciones extranjeras que llegaban para la celebración del Centenario Patrio. El proyecto original fue de los arquitectos Collivadino y Benedetti.
Otro hotel muy lujoso fue el Gran Hotel España, creado en 1897 con 315 habitaciones.

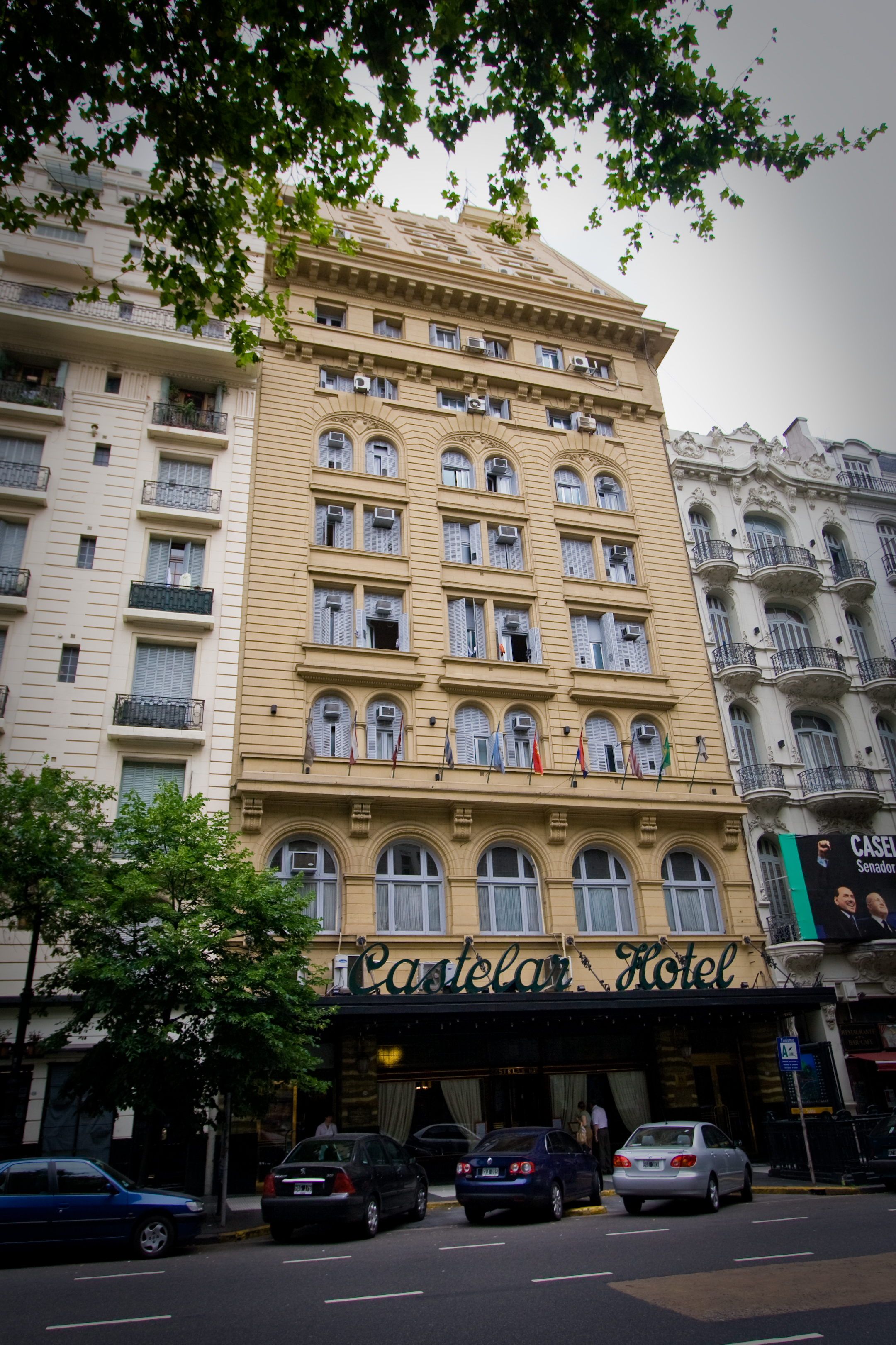
Hotel Castelar.

El Hotel Castelar, aún existente, fue construido en 1928 por el arquitecto Mario Palanti, en estilo académico. Su nombre inaugural fue Excelsior, pero el nuevo nombre se lo dio Francisco Piccaluga, su primer dueño, en homenaje a Emilio Castelar y Ripoll, presidente de la Primera República Española. En el subsuelo del hotel funcionaba la peña Signo, importante lugar de reunión de la intelectualidad argentina y del extranjero, contando entre sus concurrentes a renombrados artistas como Alfonsina Storni, Norah Lange, Oliverio Girondo, Luisa Vehil, Milagros de la Vega, Conrado Nalé Roxlo, Jorge Luis Borges y Federico García Lorca quien habitó seis meses entre 1933 y 1934 en la habitación 704 del hotel, hoy museo–habitación, y había venido al país para representar Bodas de Sangre con Lola Membrives en el Teatro Avenida. En el mismo subsuelo funcionaban los estudios de Radio Stentor, utilizados por la Sociedad de Amigos del Arte como comunicadores de las actividades culturales que se realizaban principalmente en la Avenida de Mayo. 
En cuanto a los negocios, el más lujoso y grande fue el A la Ciudad de Londres, que ocupaba la esquina sudeste de Perú y luego se reinauguró con un local más amplio con frente a la Avenida de Mayo, y que fue destruido por un incendio el 19 de agosto de 1910. Otros fueron el New England, la Sastrería Casa Muñoz en el 1119, el Mayson Perú, etc. Pero el más imponente establecimiento era el de La Inmobiliaria, inaugurado en 1910 y que aún sigue existiendo, que ocupaba la cuadra entre San José y Luis Sáenz Peña. Exhibía artefactos de luz eléctrica, bañaderas y lavatorios con modernos sistemas.
Fueron y siguen siendo característicos de la avenida los pasajes peatonales, 14 en 6 cuadras, que la conectan con alguna de las dos calles paralelas que la contienen. Algunos de los más destacables son el Roverano, el Barolo y el Urquiza – Anchorena.

### Cafés históricos
|  | Ciudad que en la Avenida de Mayo se hispaniza con teatros infectados de majas y baturros y el olor del glorioso chocolate con churros. Manuel Mujica Lainez |

Surgieron en la avenida numerosos cafés a la española que incluso preparaban el clásico chocolate con churros. En ellos, artistas, escritores y políticos crearon un refugio de intelectuales, a la vez que los exiliados franquistas y republicanos discutieron o pelearon violentamente mientras duró la guerra civil española.
El más representativo y destacado fue el café más antiguo de Buenos Aires que aún sigue funcionando: el Café Tortoni, inaugurado en 1858 y que funciona desde 1880 en el sitio actual, aunque su entrada estaba situada sobre la calle Rivadavia. Recién en 1898 se le construyó la entrada principal en el n.º 825-833 de Avenida de Mayo, que como se mencionó se había inaugurado en 1894. La fachada fue realizada por el arquitecto Alejandro Christophersen. Fue el primer bar de la ciudad en colocar sillas y mesas en las veredas.
En él funcionó la peña Agrupación Gente de Artes y Letras, inaugurada en 1926, que era capitaneada por el pintor argentino Benito Quinquela Martín. Entre sus asistentes se encontraban Alfonsina Storni, Baldomero Fernández Moreno, Juana de Ibarbourou, Arturo Rubinstein, José Ortega y Gasset, Jorge Luis Borges, y Molina Campos, entre otros. Sus mesas vieron pasar figuras de la política como Lisandro de la Torre, Ernesto Palacio y Marcelo Torcuato de Alvear; populares como Carlos Gardel, y Juan Manuel Fangio; o de prestigio internacional como Albert Einstein y Federico García Lorca. La agrupación cerró en 1943, pero el bar y su bodega siguen brindando espectáculos culturales, en especial de tango y jazz. El café conserva la decoración de sus primeros años.

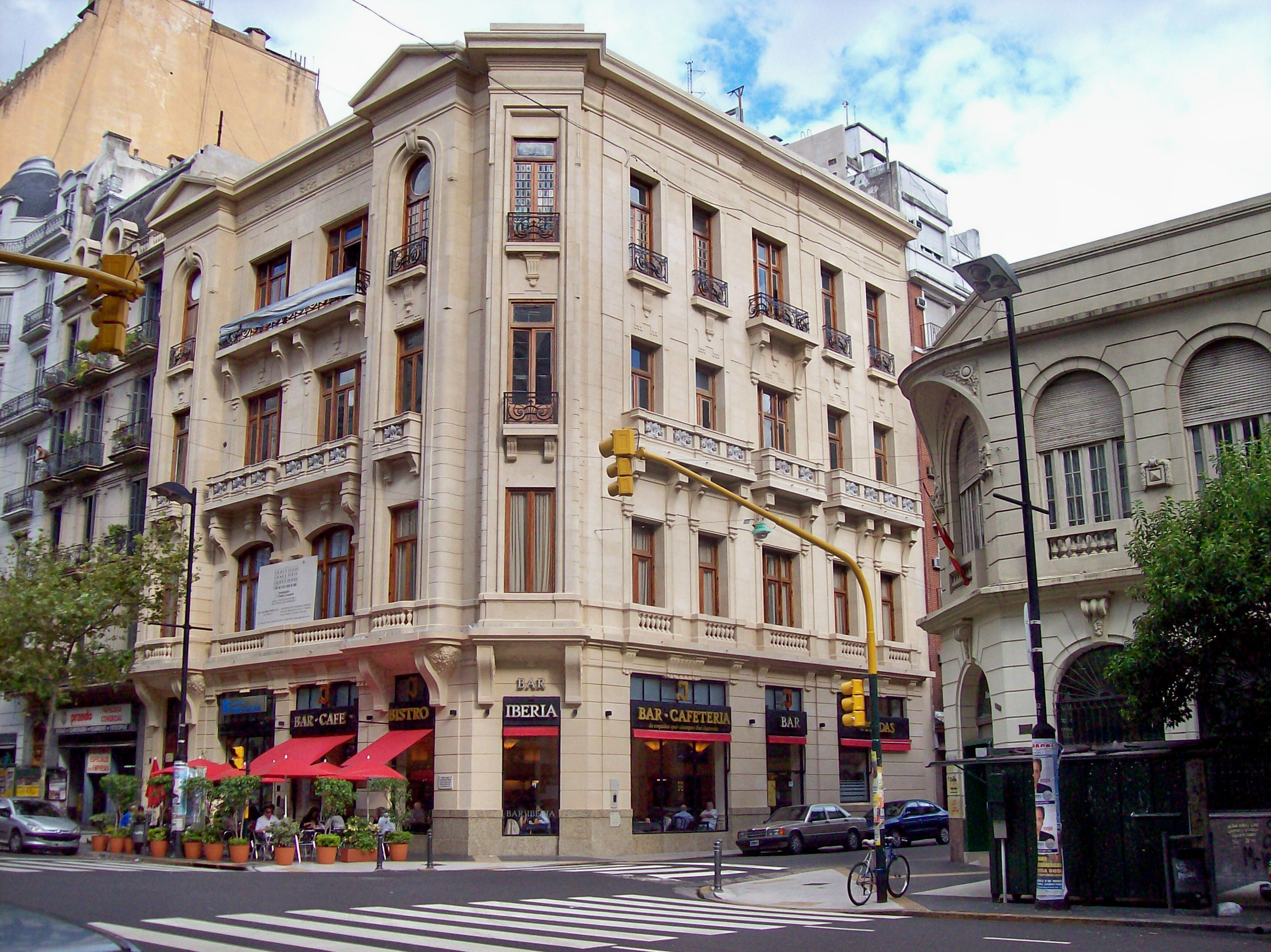
Esquina de la Hispanidad: Café Iberia (ex reducto de republicanos) y enfrente estaba el Español, donde se reunían los franquistas.

Parece ser que los mejores chocolates con churros se servían en La Armonía, fundado en 1899, y conocido también como el café de Los Cómicos pues allí se hacían presentes muchos actores salidos de los teatros de la zona. Se encontraba al 1002, en la esquina con la calle Bernardo de Irigoyen, y su esplendor lo tuvo en 1910.
La Castellana, en esquina con la calle Lima, era un café al que a principios del siglo XX podía concurrir toda la familia (en esa época se veía como impropio que una mujer concurriera a un café). En este local se instalaría luego una recordada joyería de nombre Escasany. Pero a fines del siglo anterior fue un lugar de peleas entre porteños y españoles que seguían día a día la lucha por la independencia cubana.
Un café que fue también importante centro de reunión de intelectuales fue el del Hotel Castelar, que aún existe. En él se reunía la peña Signo, formada por el andaluz Federico García Lorca, que durante seis meses vivió en el hotel.
El café que en 1897 se abrió con el nombre de La Toja, y desde 1936 se llama Iberia, en la esquina sudeste con Salta, en el edificio Cassará, era concurrido por correligionarios del viejo partido de Leandro N. Alem, ya que en la cuadra vecina se encontraba el comité central del radicalismo. Desde que se llamó Iberia contó con un salón dedicado a las familias, si bien siguió siendo fiel a su destino político. Durante la guerra civil española fue el más famoso reducto de republicanos. En el año 2006 la Legislatura de la Ciudad de Buenos Aires hizo colocar sobre su pared exterior dos placas homenajes con las inscripciones:

Homenaje de la Legislatura de la Ciudad Autónoma de Buenos Aires a los caídos, exiliados y represaliados en defensa de la II república española en su 75 aniversario.
1931–2006

Esquina de la Hispanidad.
Lugar característico de la cultura hispana por más de un siglo.

En la esquina de enfrente de La Toja, se encontraba, al 1208, el Español, que por el contrario fue el más importante reducto de falangistas. Enfrentamientos entre ambos bandos, con heridos, y sillas arrojadas desde un café al otro eran comunes. Se cuenta que una noche llegó la noticia al Español de que el general Emilio Mola había muerto y un parroquiano en vez de lamentarse empezó a festejarlo, lo que provocó una pelea grave con heridos e intervención policial. En cuanto al café Iberia, uno de sus propietarios, Daniel Calzado, tenía también una cervecería llamada Berna al 1400 de la avenida, famosa por su emparedado Berna (de lomito con anchoas). Cabe aclarar que hubo muy pocas cervecerías sobre la avenida.

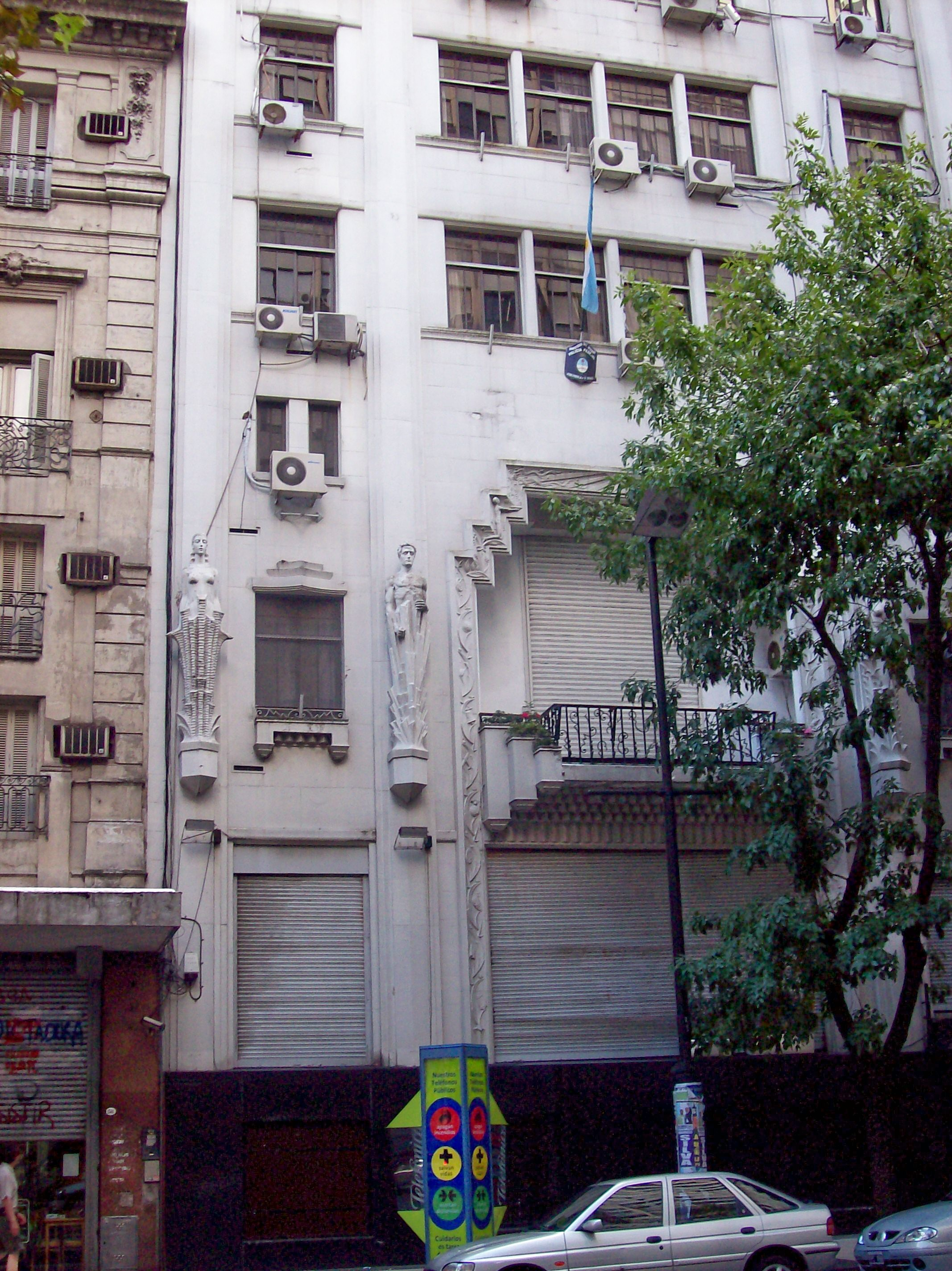
Edificio en el que se encontraba el Diario Crítica, actual sede policial.

Los periodistas del famoso diario Crítica, de Natalio Botana, se reunían en el Avenida, al 1493. Una noche un grupo de falangistas irrumpió en el local buscando pelear con el coro de republicanos que habitualmente cantaba allí, pero confundió a los periodistas con aquellos, recibiendo así los del diario una feroz paliza.
Entre otros cafés, ya sea de los que cerraron o aún subsisten, se destacaron el París, en el n.º 602, donde alguna vez cantó el dúo Carlos Gardel-José Razzano, que luego se llamaría Montevideo Chico y sería lugar de reunión de exiliados uruguayos. En el 729, estaba el Latino, al que solían concurrir periodistas y personal del diario La Prensa, Tribuna Libre y la revista Caras y Caretas, todos situados cerca del mismo.
La Cosechera, al 625, era concurrido por escritores como Alfredo Bufano, Roberto Arlt, Conrado Nalé Roxlo y el poeta español Pedro Herreros.
Entre los establecimientos en los que se difundió el tango se pueden mencionar el Gaulois (más tarde Central), donde Julio de Caro tocó de joven y además estrenó su tango Mala Junta. En el Colón, en la intersección de la avenida con Buen Orden (hoy Bernardo de Irigoyen), debutó el mencionado De Caro y en 1926 Pedro Maffia se presentó con su primera orquesta. Este lugar era un reducto de anarquistas. Su propietario español detestaba el alcohol y por lo tanto no lo servía en el bar, por eso se esmeraba en ofrecer el mejor café de Buenos Aires.
En el 1199 se encontraba el café del Hotel París, del que fue habitué a fines de siglo el futuro presidente de la Argentina, Hipólito Yrigoyen, junto con sus correligionarios radicales.
Varios cafés utilizaron la denominación Los 36 Billares. Uno de ellos existió desde 1894 hasta enero de 2014 dentro de un edificio de varias plantas en el n.º 1265, obra de los arquitectos Tiphaine y Colmegna. Fue pionero en tener mesas de billar en sus instalaciones. Granito rojo combinado con otro más claro, debajo de las grandes ventanas, reviste actualmente el frente del que fue su edificio, iluminado por tres faroles. El salón con piso granítico rojo tiene una boiserie con racimos de uvas taraceados. 

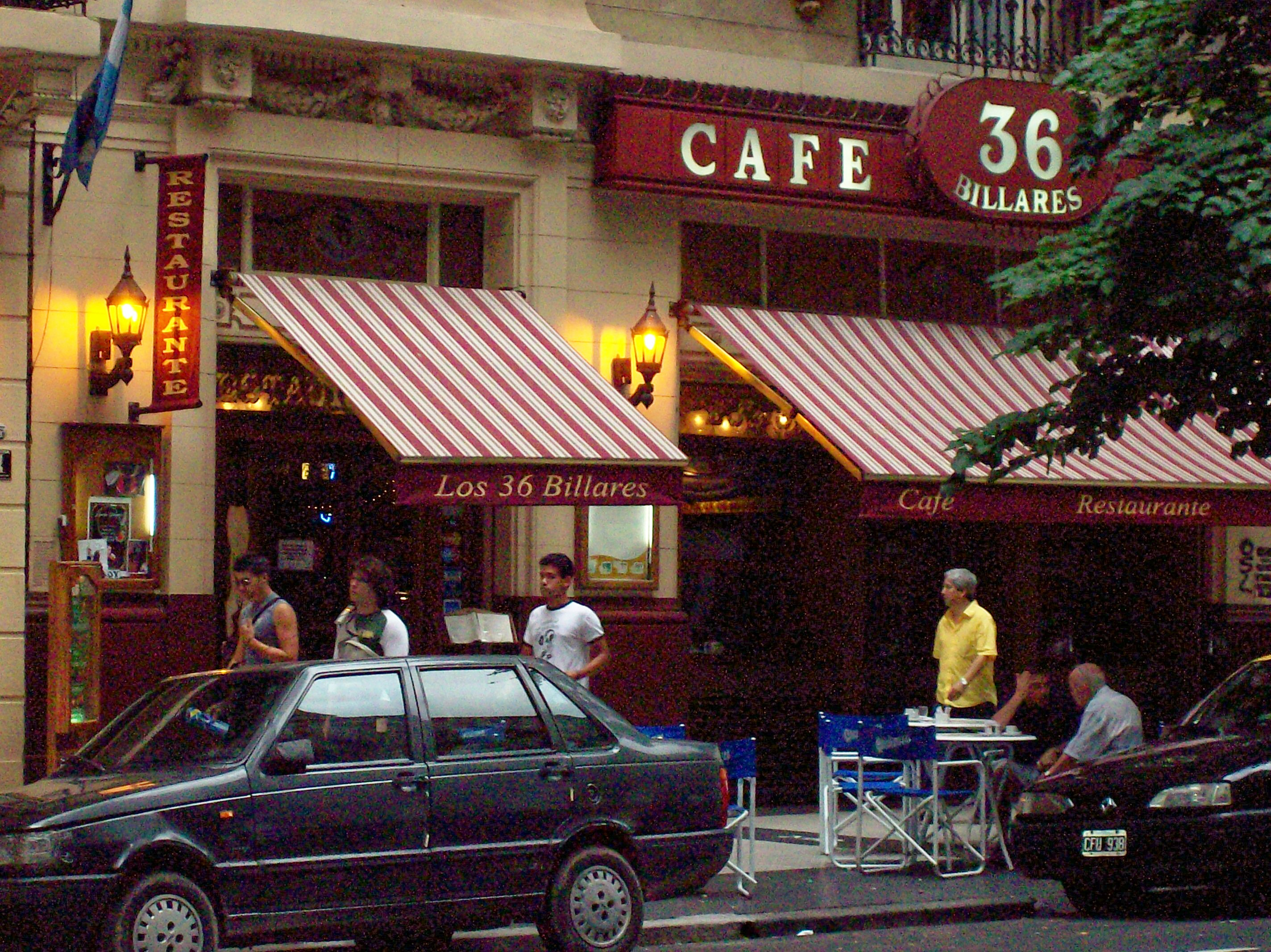
Bar 36 Billares.

Tampoco faltaban los cafés como el Puerta del Sol, al 1100, cuya especialidad era la oferta de mujeres.
No era café, pero merece mencionarse aquí la confitería La Victoria, en la intersección con la calle Chacabuco, que fue uno de los primeros lugares donde se pudo probar un balón de sidra.
El Parque Goal, al 1400, era una gran barraca en la que solían reunirse payadores. Se abrió en 1917 y cerró en 1930. En él se hicieron famosos los temas Mis Harapos, de Alberto Ghiraldo, y Canaro en París, de Scarpino y Caldarella.

### La Avenida de Mayo se españoliza
¡La Avenida de Mayo! Insinuación y presencia de lo andaluz y madrileño. Castañuelas y sabor de jerez puro; el calañés, el peinetón y la mantilla. Todo eso, con el vocabulario sonoro de cordialísima franqueza, se desparramó por sus veredas repletas de mesas familiares y rebasó en sus copas florecidas de invitaciones. Sí, sus aceras siempre se extendieron a lo ancho, con espíritu de comunidad simpática y acogedora. Costumbre pública de lo madrileño que da sabor al café de la tarde y mayor gusto al aperitivo de la noche, y que nunca fue posible en Corrientes, la internacional, ni en Callao, la residencial y aristocrática.
Ricardo M. Llanes.

Ya antes de que se construyera la arteria los españoles inmigraban a la Argentina por ser un país de costumbres y tradiciones similares al de ellos; y buscando elevación social mediante el trabajo. El grupo de elite española ocupó un lugar importante dentro del espacio social entre fines del siglo XIX y principios del siglo XX en coincidencia con el crecimiento económico argentino de aquel entonces y con el fuerte afianzamiento en las relaciones internacionales de ambos países que se habían roto después de la guerra de la Independencia Argentina.
Entre 1895 y 1914 los barrios aledaños a la Avenida, Monserrat, San Nicolás y el llamado Concepción, concentraban más del 50% de los españoles de la ciudad (entre 1904 y 1909 se afincaron en la Argentina más de 170.000 españoles, el 32,4 % de ellos se estableció en Monserrat y 24,1 % en Concepción).

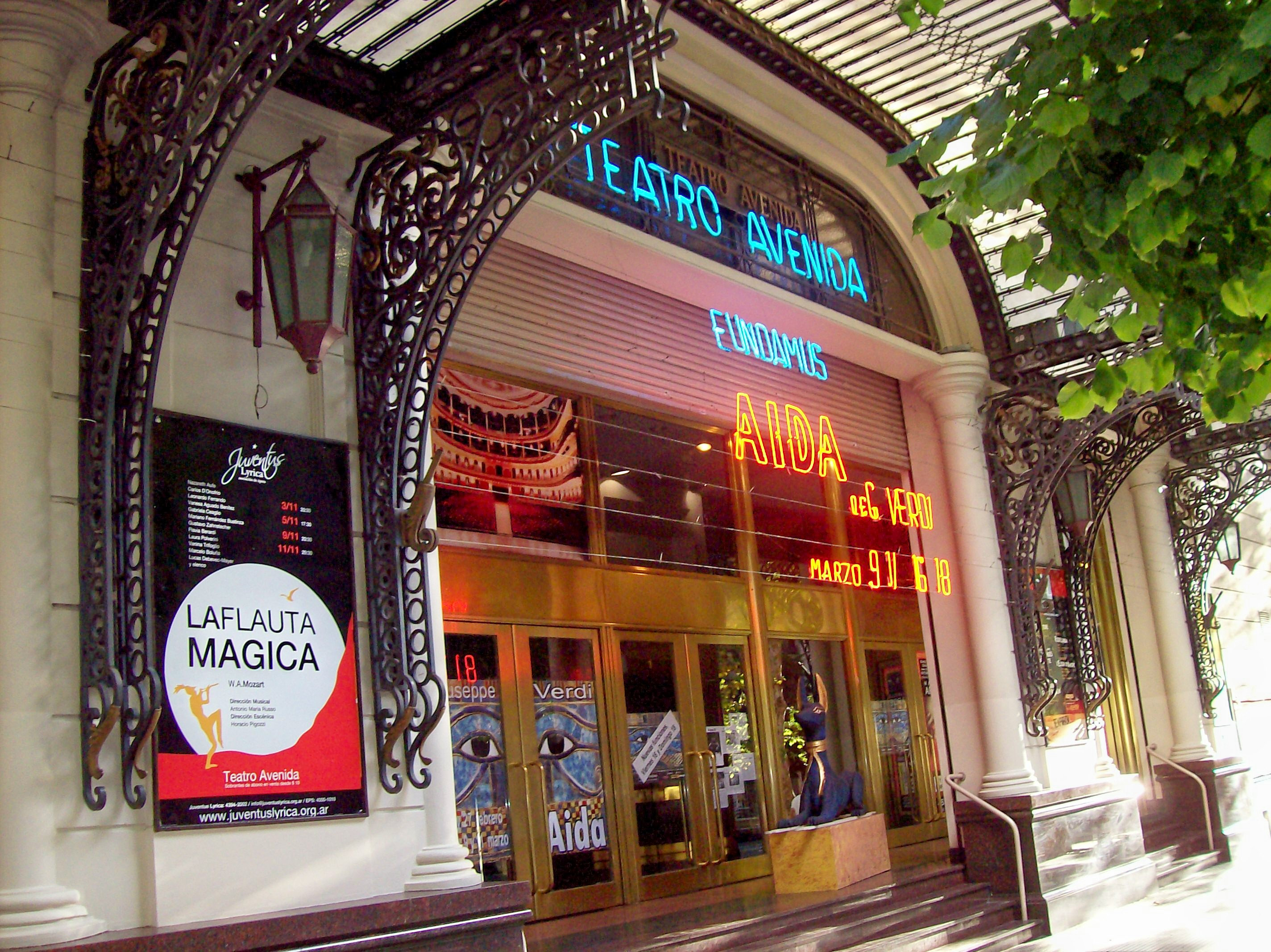
Teatro Avenida.

Previa a la inauguración de la avenida existían en su entorno asociaciones de españoles como el Centro Gallego, La Unión Gallega, La Asociación Patriótica Española y el Centro Asturiano. También la prensa escrita de los inmigrantes se hacía presente con publicaciones como El Correo Español, La España, El Gallego, Antón Perulero y Almanaque Sudamericano. Al abrirse la arteria se convirtió en la preferida de la colectividad española y así la mayoría de los hoteles, cafés y casas comerciales fueron propiedad de los ibéricos. La zarzuela se estableció entonces en ella al establecerse los teatros Mayo, en 1893, y El Avenida, en 1908. El primero tenía la particularidad de que por lo angosto del terreno sobre el frente de la calle Rivadavia, se abrían las ventanas de los camarines, por no haber sido posible construirlos en la planta baja. Inaugurado por el actor español Mariano Galé, brindó sainetes, operetas y zarzuelas, además obras de comediantes argentinos. Fue derribado al abrirse la Avenida 9 de Julio.
En cuanto al Avenida, que supo ser refugio de la colectividad hispana, se levantaba desde 1908 en un extraordinario edificio que se incendió en 1979, reconstruyéndose luego uno más pequeño en 1994. El día de su reinauguración se pudo escuchar cantar al tenor español Plácido Domingo. 
De esta manera, la avenida pensada para la clase aristocrática de la Argentina se fue diluyendo por la españolización provocada por quienes llegaban llenos de optimismo buscando aportar su esfuerzo al país y progresar socialmente.

### Los sucesos y acontecimientos

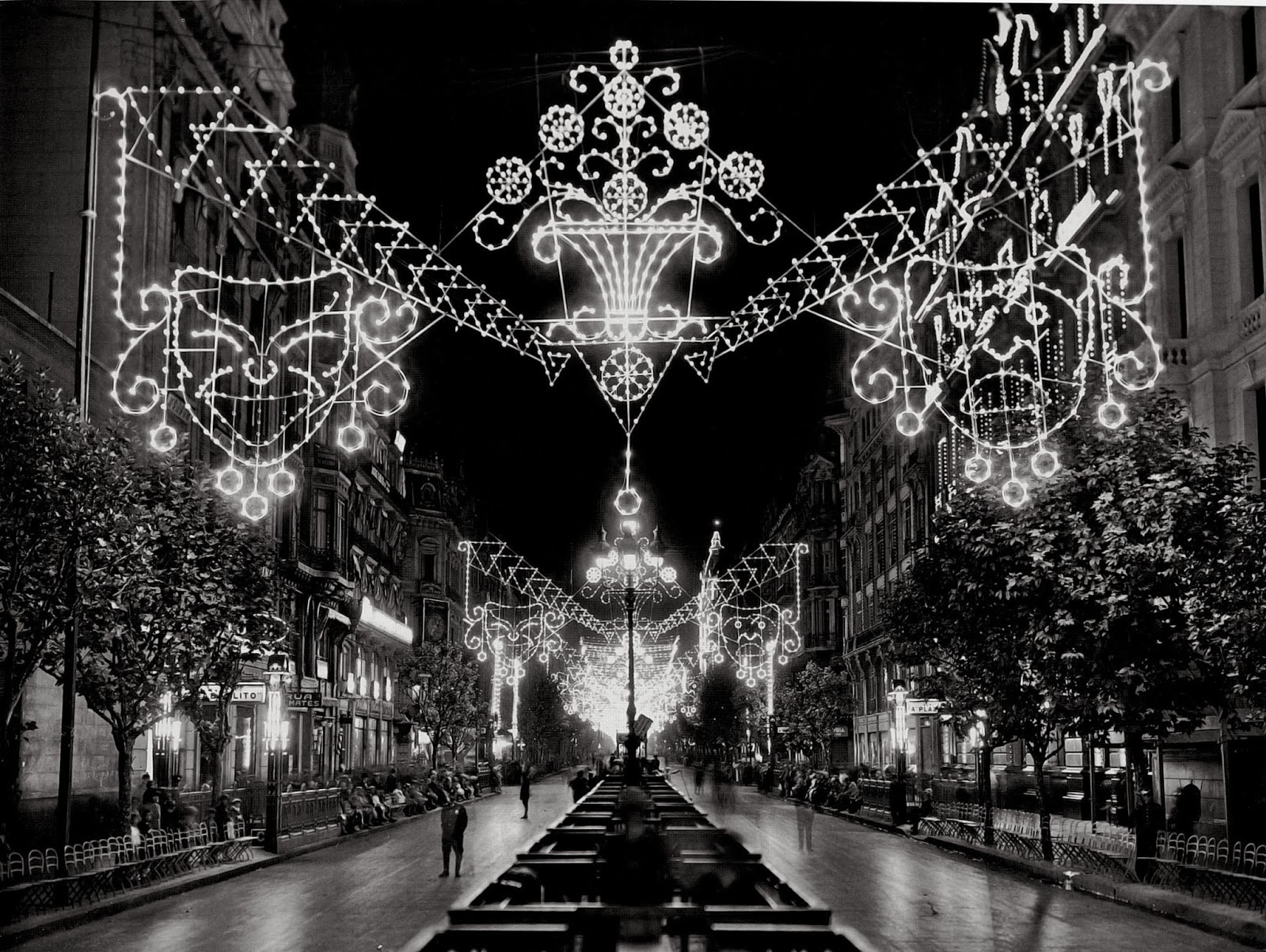
La Avenida de Mayo engalanada para los carnavales de 1922.

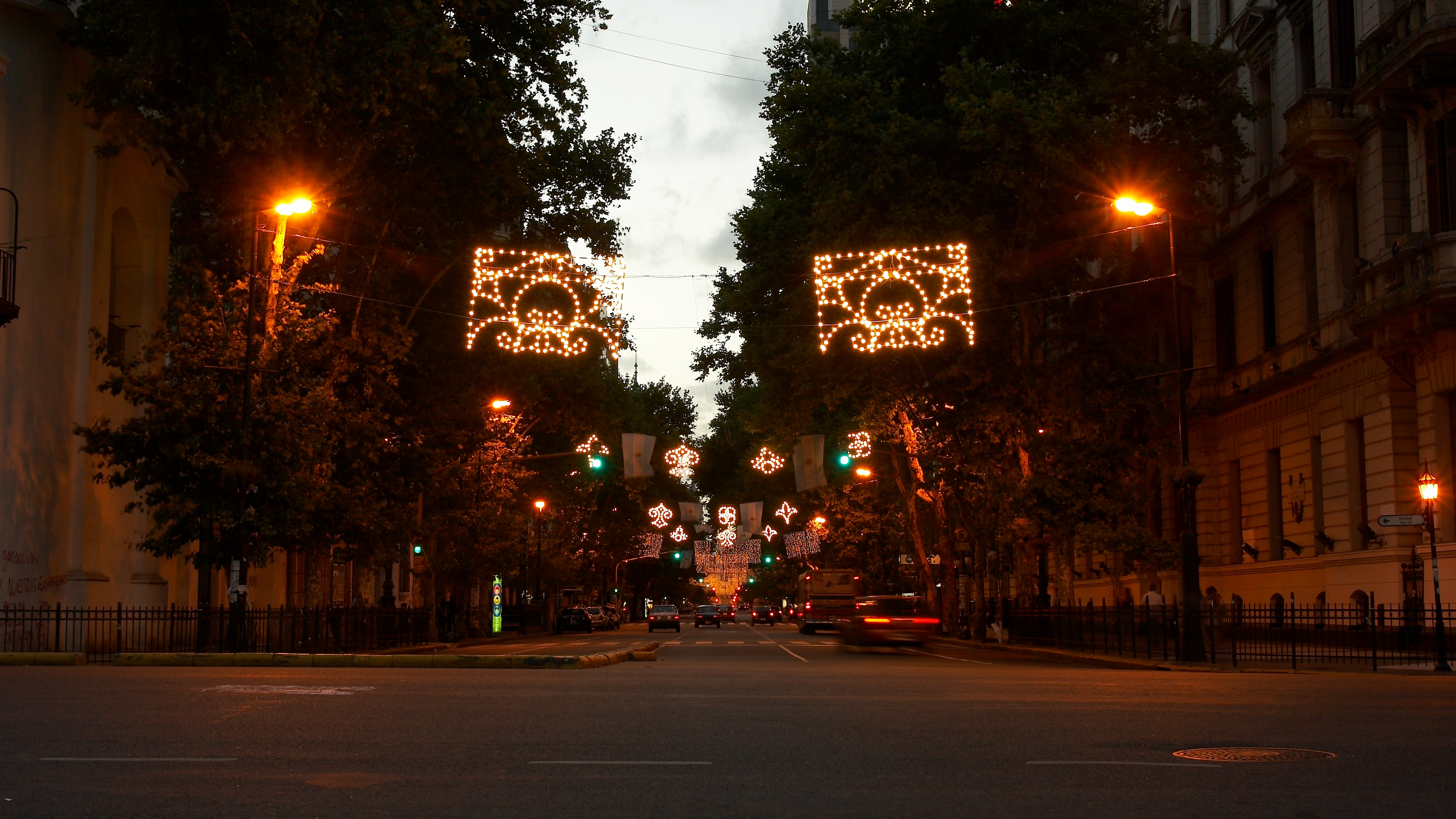
De noche, adornada para los festejos.

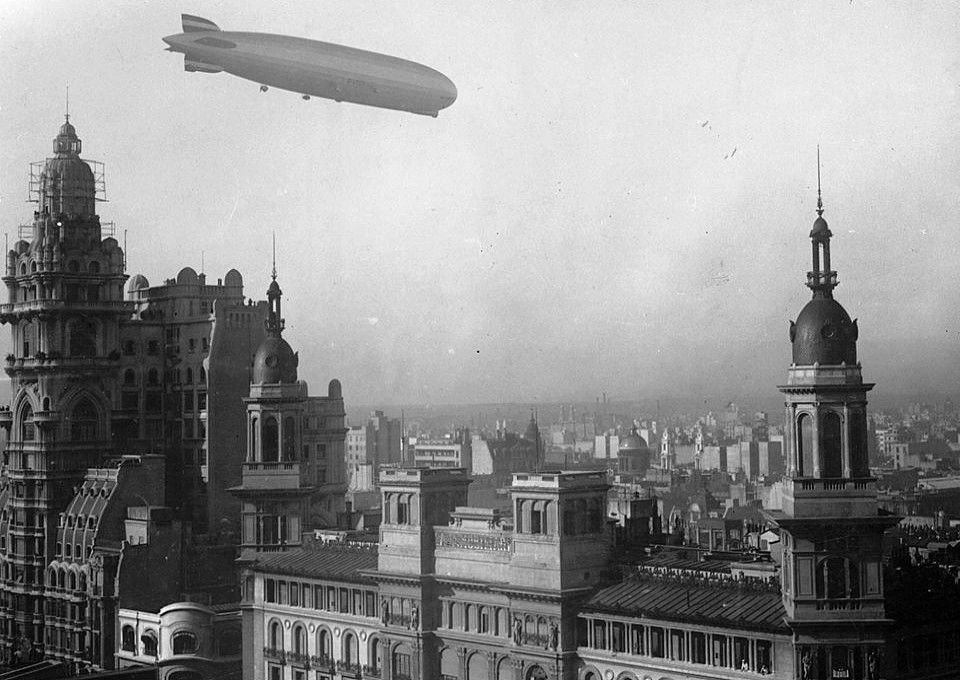
30 de junio de 1934: El Graf Zeppelin sobrevuela la Avenida de Mayo.

A pesar de que la ancha vía fue pensada para albergar a los aristócratas locales y huéspedes extranjeros, al poco tiempo las transformaciones sociales llevaron a que los sectores sociales altos se desplazara a barrios más norteños. Gracias a su perspectiva, ancha y recta, uniendo la Casa del Gobierno Nacional con la del Congreso legislativo, se fue convirtiendo en un punto de reunión de la ciudad y la muchedumbre dominó la escena. Comenzó a poblarse de aquellos que trabajaban en sus establecimientos, de los que vivían en sus hoteles y departamentos, de los paseantes y de los que se reunían en sus cafés. 
Con el tiempo se fue convirtiendo en el escenario principal de las manifestaciones políticas, sociales y laborales; y de los instantes de júbilo patriótico o tristezas. Fue ideal para las marchas militares de los días patrios, los desfiles y los coloridos corsos de carnaval. Estos últimos antes se realizaban en calles angostas, pero la avenida presentaba la ventaja de dar cabida a varias filas para los coches y de veredas anchas para ver pasar a los protagonistas. A partir de 1898 se autorizaron los festejos en el horario de las 18 a 24 horas. Había desfile de disfraces, caretas, murgas y comparsas, estas dos últimas impulsadas en sus inicios por la colectividad española y por los negros candomberos.
Diversos acontecimientos cruentos también se desarrollaron en ella. El primero en el que hubo muertos se produjo el 1 de mayo de 1909 cuando la policía al mando del coronel Ramón Falcón reprimió con dureza a un grupo de anarquistas que se había concentrado en la plaza Lorea, al oeste de la avenida, llegando a matar a ocho obreros e hiriendo a cuarenta. Dicha plaza se convertiría desde entonces en un lugar clásico de las concentraciones anarquistas.
Durante las fiestas mayas se realizaban las celebraciones de la Revolución de Mayo y familias enteras se reunían a observarlas desde los balcones embanderados. Para las fiestas del Centenario Argentino, el 25 de mayo de 1910, la Avenida fue el principal punto de celebración del surgimiento de Argentina como uno de los principales países del mundo. Los comerciantes compitieron entre ellos para lograr la vidriera más vistosa. La Infanta Isabel de Borbón, embajadora de España, recibió tributo con una velada en el Teatro Avenida. Un gran desfile militar, donde participaron diversos regimientos de los países limítrofes, recorrió la arteria. El intendente de la ciudad, Arturo Gramajo, organizó un gran carroussel histórico que desfilaría por la avenida. Este número fue muy criticado por el periodismo de aquel entonces. El diario La Prensa lo calificó de híbrido de propaganda comercial y manifestación patriótica pues junto con las carrozas que exhibían alegorías, trofeos y objetos históricos se incluyeron otras ofrecidas en homenaje por numerosas firmas comerciales que ostentaban sus razones sociales respectivas en grandes letras.
Fue también el lugar donde se recibió en 1926, entre aclamaciones de la muchedumbre de argentinos y españoles que gritaban y vitoreaban a España, a los tripulantes del hidroavión español Plus Ultra, entre ellos su comandante Ramón Franco, que batió el récord mundial de distancia con escalas, volando desde España hasta Argentina. También se recibió numerosas veces como héroe al popular Jorge Newbery, el aviador, deportista, ingeniero y hombre de ciencia argentino que fue uno de los primeros aviadores de habla hispana y que tantos récords batiera en globo, avión o deportes que practicaba.

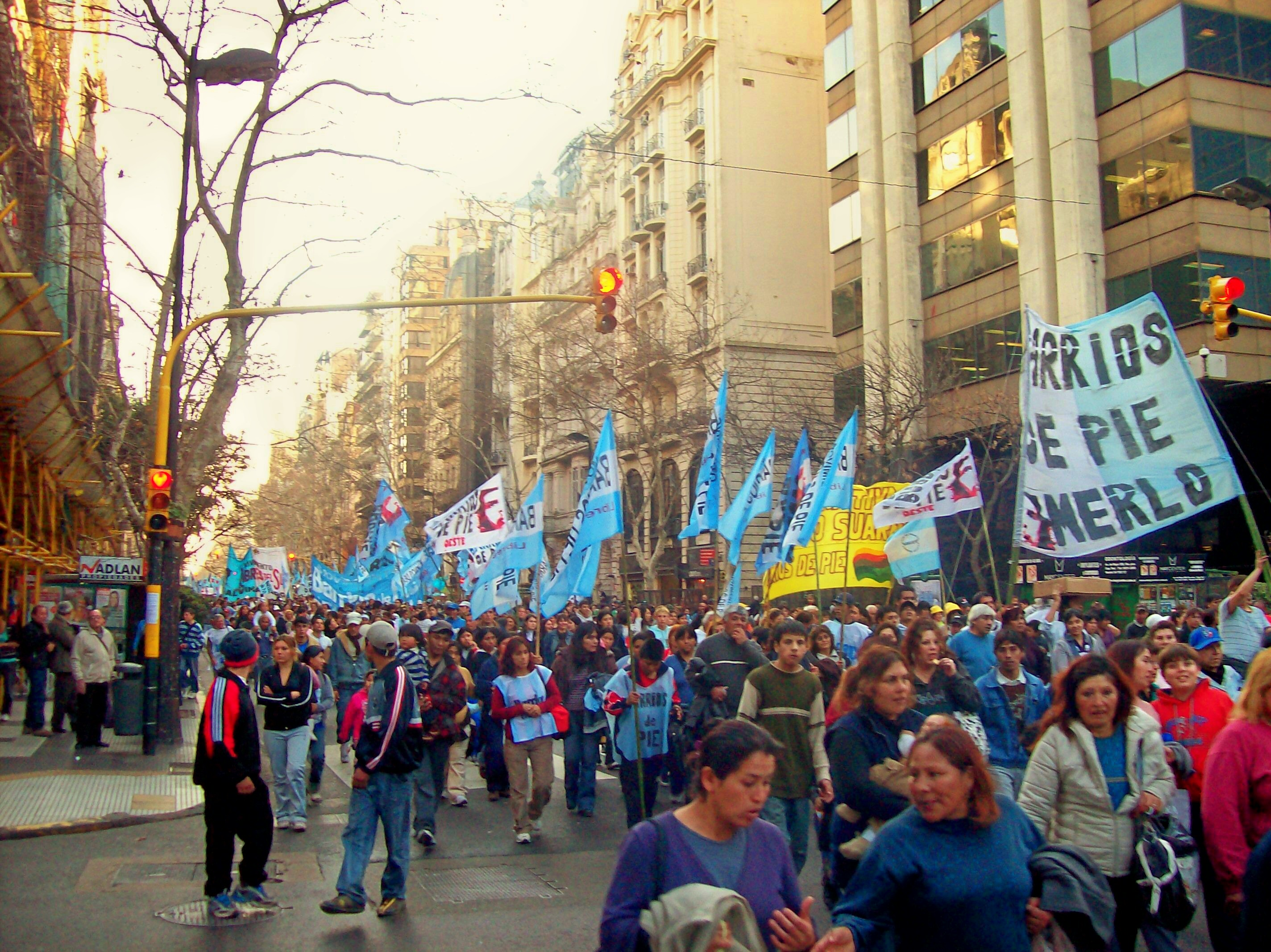
Típica marcha de manifestación.

Por ella desfilaron también procesiones tristes y dolorosas como la de los cortejos fúnebres de los presidentes muertos durante el ejercicio de su mandato o el de personajes populares como Eva Duarte de Perón en 1952. En uno de los acontecimientos más trágicos, el 3 de abril de 1979 un incendio de gran magnitud afectó un edificio del Banco de Intercambio Regional (BIR) y al Teatro Avenida, en Avenida de Mayo 1222, provocando derrumbes y muertes.
Por otra parte, en su intersección con la avenida 9 de Julio, sería epicentro de manifestaciones de protesta masiva, como la que se gestó el 30 de marzo de 1982, organizada por la CGT-Brasil y que congregó a miles de personas para exigir democracia al Proceso de Reorganización Nacional de aquel entonces, terminando luego de una severa reprimenda policial. También ha sido el lugar clásico de las manifestaciones de derechos humanos y otras marchas hacia el Congreso o hacia la plaza de Mayo.

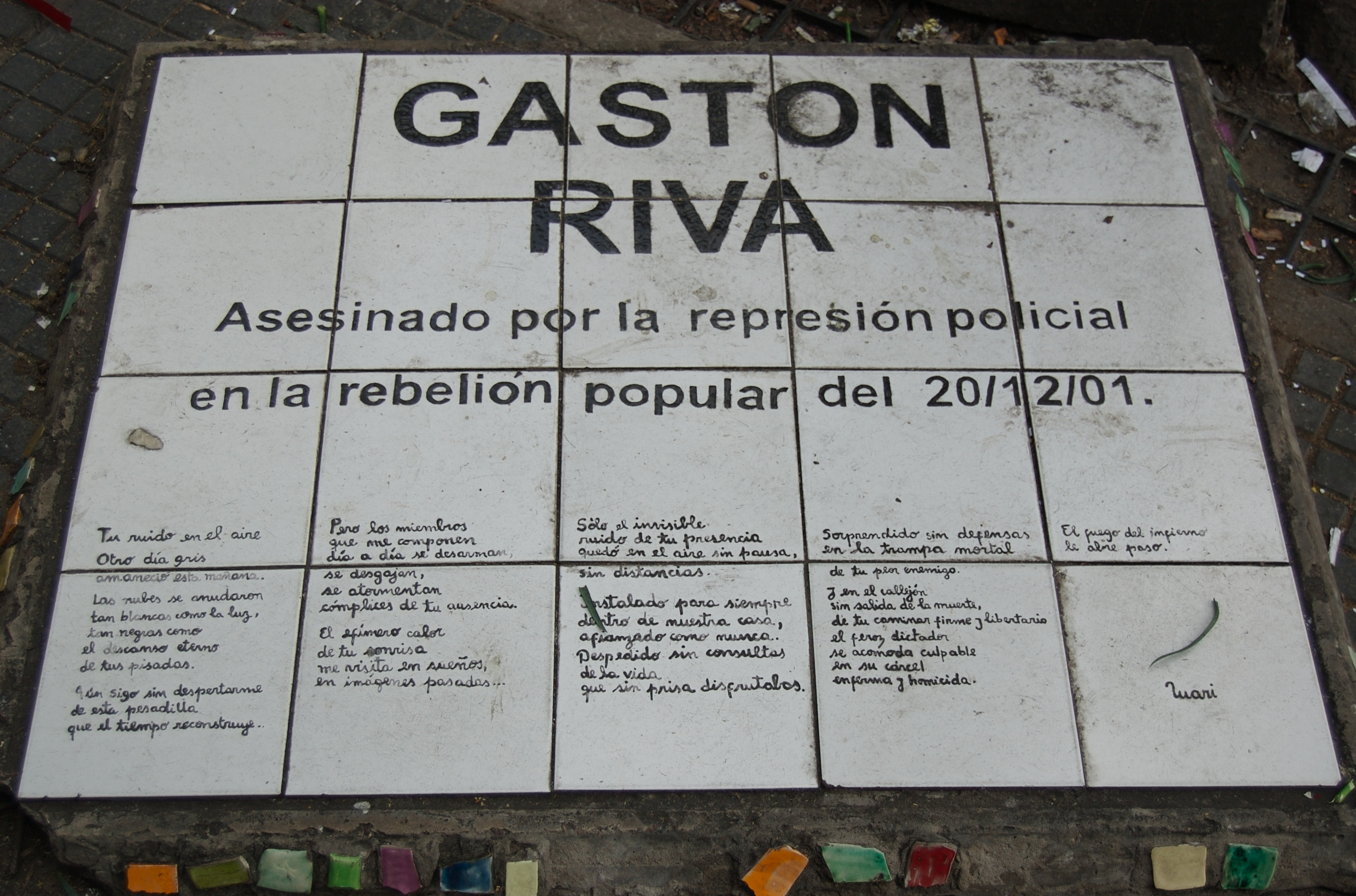
Recordatorio de la muerte de Gastón Riva.

Fue además escenario principal del conflicto social ocurrido durante los días 19 y 20 de diciembre de 2001 conocido con el nombre de Cacerolazo. Durante el día 20 la represión policial provocó cinco muertes en la ciudad, dos de ellas en la avenida, la de Gustavo Benedetto en el suroeste de la intersección con la calle Chacabuco, y la de Gastón Riva, en la esquina noreste con la calle Tacuarí. En ambos lugares existen sendas placas improvisadas con cemento y mosaicos realizadas por familiares de la víctima, con el nombre de ésta y la cita:

Asesinado por la represión policial en la rebelión popular 20/12/01

Por otra parte, la Avenida de Mayo es la elegida por los mandatarios presidenciales el día que asumen, para recorrer el trayecto que une el Congreso Nacional y la Casa Rosada, sede del poder ejecutivo, y saludar al pueblo reunido a lo largo de ella.

### La decadencia

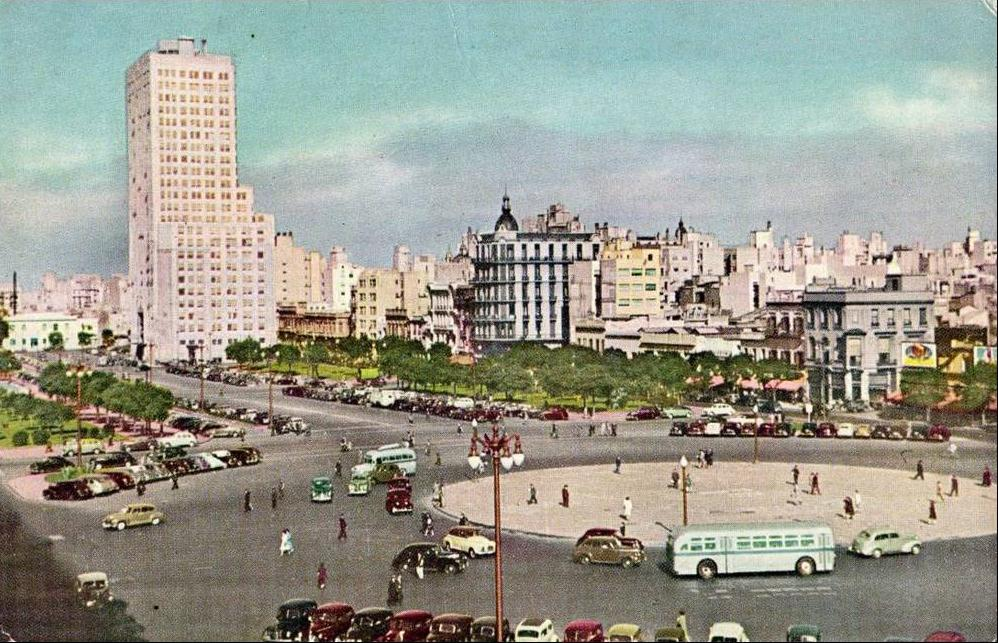
Cruce con la Av. 9 de Julio, extendida en 1944. Originalmente había una rotonda.

El enorme optimismo en el progreso del país que existía en las primeras décadas del siglo XX se vio minado por las crisis económicas y políticas que se sucedieron a partir de 1930. Por otra parte la introducción del racionalismo en la arquitectura de Buenos Aires, carente de toda ornamentación, dejó fuera de moda a la gracia del art nouveau que dominaba la avenida.
Los edificios que la engalanaban fueron dejándose de utilizar para la función por la que habían sido construidos. Así los fastuosos hoteles privados pensados para los adinerados extranjeros europeos cambiaron su clientela a la de los argentinos venidos del interior del país. Varios cafés cerraron y las sedes de los periódicos fueron demolidas, abandonadas o en el mejor de los casos utilizadas para otra tarea.
Después de los cincuenta las plantas bajas de los edificios fueron desvirtuadas o destruidas al ser destinadas a comercios. Las finas ornamentaciones se fueron perdiendo, ocultando o reemplazando por materiales modernos más funcionales pero menos vistosos.[cita requerida]
Al comenzar a bajar el valor de los terrenos, algunos viejos edificios fueron demolidos, pues el costo de repararlos no se compensaba con su venta, y en ciertos casos el terreno solo se usó como playa de estacionamiento de autos.
El trazado de la Avenida 9 de Julio, extendida desde la calle Mitre hasta la Avenida Belgrano en 1944, significó la demolición de la cuadra completa de la Avenida de Mayo entre las calles Lima y Bernardo de Irigoyen, llevándose entre otras construcciones al Teatro Mayo y al Hotel Splendid y provocando una ruptura de la continuidad de la avenida, en cuyo cruce se implantó primero una rotonda, luego eliminada y reemplazada por cuatro plazoletas.

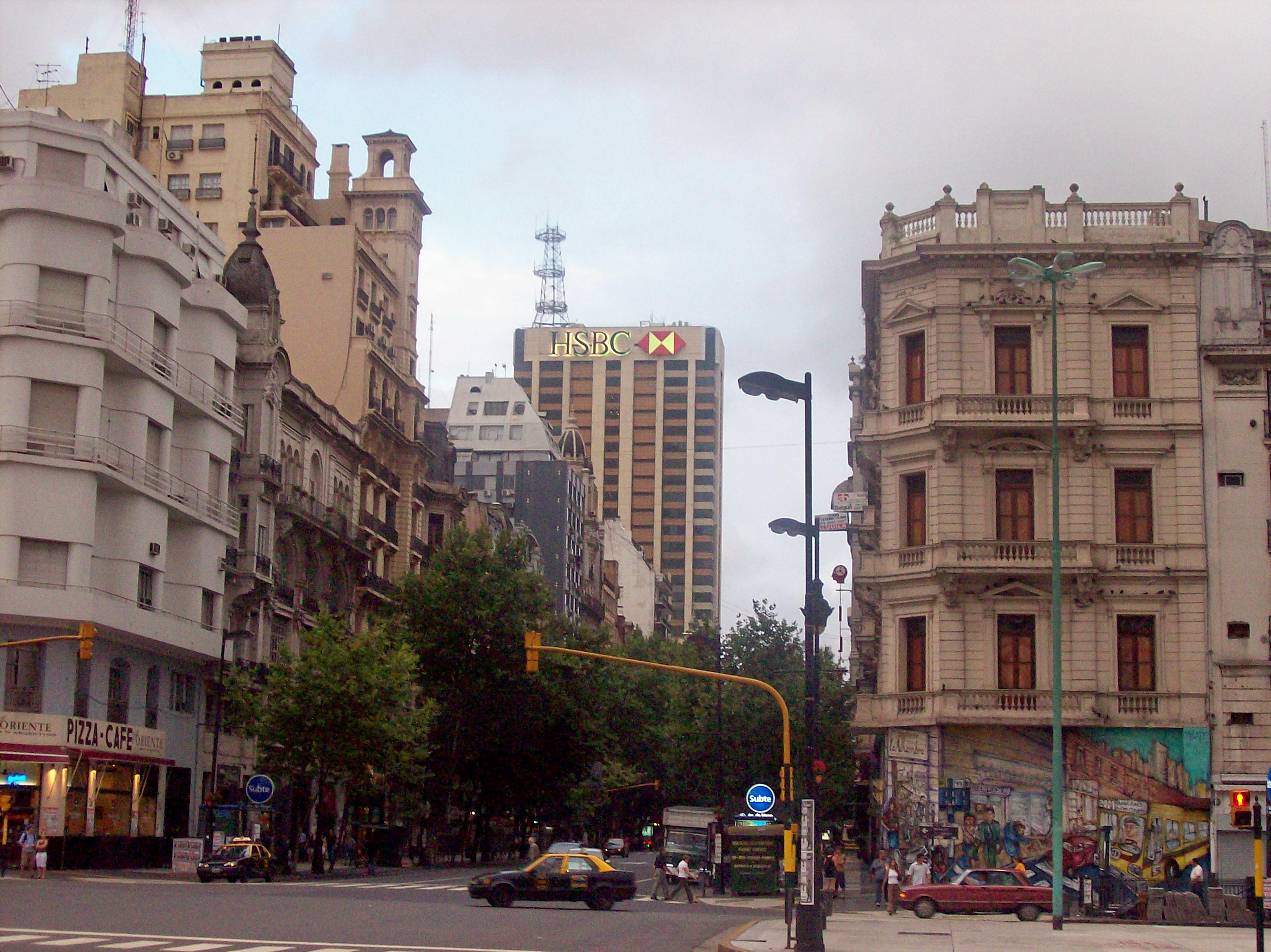
La torre La Buenos Aires rompe la estética visual del conjunto de las fachadas.

Plano del tramo final.

A partir de los años sesenta la moderna pero fría arquitectura contemporánea fue apareciendo en algunos edificios construidos para oficinas, rompiendo la armonía y la homogeneidad que caracterizaba a la avenida.
Cuando en 1968 se estableció la circulación de mano única para la Avenida de Mayo, se le construyó una curva en su tramo final, desde Sáenz Peña hacia el norte, para unirla desde entonces con la avenida Rivadavia, separando dicha curva el sector noreste de la plaza Lorea con el sudoeste, al cual se lo llamó plaza Mariano Moreno, en honor al patriota argentino que era honrado en dicho sitio y desde el año del centenario de la Revolución de Mayo con una escultura del español Miguel Blay que aún se mantiene.
La construcción finalizada en 1985 de la torre La Buenos Aires, conocida también como HSBC y actual sede del Banco Patagonia, en la esquina noroeste con la calle Chacabuco, fue una de las mayores rupturas en la escala y estilo de la avenida. Su altura es mucho mayor a la del resto de los edificios que lo rodean y sus 29 pisos lo constituyen en el más alto de la avenida. También los Edificios Galicia, dos torres de departamento financiadas por el Banco Galicia en 1974, y construidas junto al Palacio Barolo, rompen fuertemente con las construcciones más antiguas y ocultan al Barolo de las vistas desde la plaza de Mayo.

### El resurgimiento
Con el tiempo muchos edificios fueron construidos sin ninguna relación ni respeto por el patrimonio arquitectónico. El punto más bajo llegó durante la crisis de 2001 durante el gobierno del radical Fernando de la Rúa cuando la desocupación de locales comerciales llegó a casi el 70 %. En 2004 el intendente de la ciudad, Ibarra, destino un presupuesto de 4.5 millones pesos, junto a una línea de créditos de 100 000 al 6 % anual de interés para la reparación de fachadas. El hotel Castelar fue uno de los primeros en ser refaccionado y luego le siguió el hotel Majestic, el edificio de la Confitería London City, el Palacio Vera; el Palacio Ortiz Basualdo, el hotel Intercontinental, entre otros. La revitalización de la avenida había sido una promesa del jefe de Gobierno, Aníbal Ibarra, durante su campaña. Con el P.R.A.M. o Programa de Revitalización de la Avenida de Mayo, producto del Tratado General de Cooperación y Amistad entre los gobiernos de España y Argentina ha corregido significativamente esto buscando recuperar la memoria histórica de la ciudad y su patrimonio. En este proyecto participaron el gobierno de la ciudad de Buenos Aires, la Agencia Española de Cooperación Internacional (AECI) y la Comisión Nacional del Quinto Centenario de España. 
A partir de una idea de Luis Grossman, director de la Dirección General de casco histórico del Ministerio de Cultura de la ciudad fueron colocados 113 bancos en sus aceras, mirando hacia el frente opuesto a la acera en que se encuentran, de tal manera que desde cada uno se observa un inmueble histórico, antiguo, o llamativo. Fueron diseñados por la arquitecta Diana Cabeza.
Hubo varias mejoras en las fachadas de los edificios, en especial durante 2018. En este año se restauró la cúpula del Hotel Chile y de otras 11 fachadas de edificios clásicos, en el marco de la recuperación del centro comercial a cielo abierto de parte del Gobierno de la ciudad. También se concretaron varias obras privadas tendientes a mejorar las condiciones edilicias y comerciales, tanto en seguridad como en la calidad de servicio.

## Descripción cuadra por cuadra
Realizar un paseo a lo largo de la avenida permite apreciar las decenas de edificios de rica arquitectura.
Entre Bolívar y Perú, altura 500

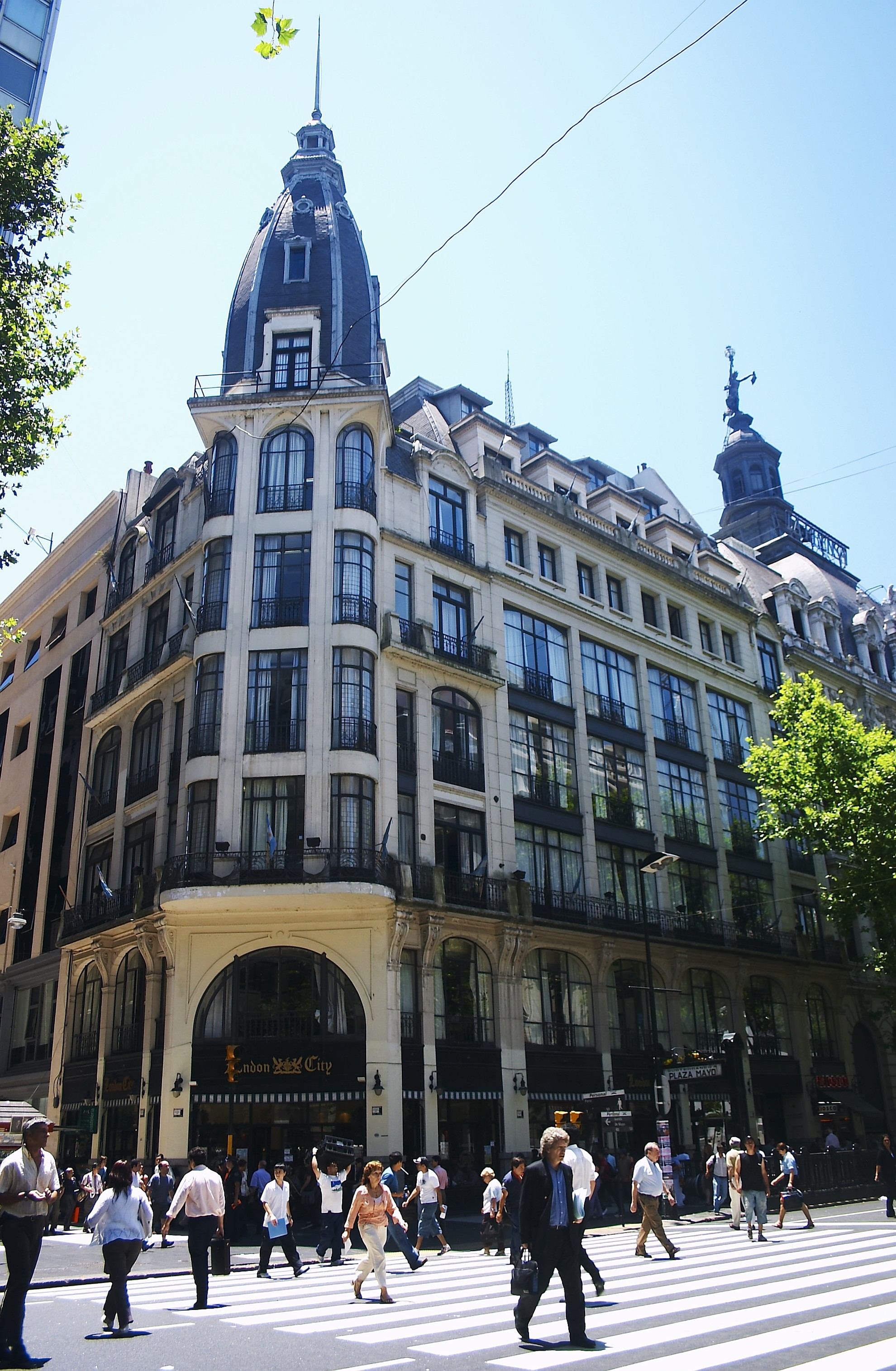
Bar London City, detrás asoma la torre de la Casa de la Cultura.

A ambos lados de la avenida se encuentran sendas entradas a la estación-museo de subte Perú de la línea A. Gracias a tareas de restauración realizadas en los años ochenta tuvo la particularidad de lucir tal como era el día de su inauguración en el año 1913. Entre 2007 y 2008 se llevaron a cabo el cambio total de las azulejos de las paredes, de la iluminación al estilo de los años '20 por lámparas más modernas y el retiro de los carteles publicitarios restaurados hacía dos décadas, sin respetar el valor histórico brindado a la estación en 1997; reemplazados luego con gigantografías que imitan los carteles originales. También se sacaron las históricas balanzas públicas de bronce. Se desconoce que hizo el Gobierno con el material histórico retirado.
- Del lado de la numeración par —el lado sur— se encuentra el ala norte del Cabildo y su acceso al patio trasero. A pocos metros, el Pasaje Roverano, de elegantes líneas fue construido en 1878 y remodelado entre 1912 y 1918, une la avenida con la calle Hipólito Yrigoyen.
- La vereda norte se encuentra ocupada por tres majestuosos edificios: en la esquina norte con la calle Bolívar, como portada de la avenida, se encuentra el palacio municipal, ex sede del Gobierno autónomo de la ciudad de Buenos Aires hasta 2015, de sencilla composición de impronta italiana y mansarda francesa. Iniciado por el ingeniero italiano Juan María Cagnoni sobre un proyecto de Juan Buschiazzo, la piedra fundamental se colocó el último día de 1891 y fue ampliado entre 1912 y 1914. La esquina con Bolívar tiene un cuerpo saliente, cilíndrico, como resultado de haber tenido una entrada importante que luego fue cerrada.
Junto a la intendencia se encuentra la Casa de la Cultura, edificio construido por Agote y De Gainza a finales del siglo XIX para ser sede del periódico La Prensa, fundado por José Camilo Paz. Fue declarado Monumento Histórico Nacional en 1995. Posee una torre coronada por una estatua de fundición de 4.100 kg de bronce dorado, obra del escultor Maurice Bouval fundida por la casa Thiebaut Frères de París. La misma sostiene una antorcha y un escrito, simbolizando así la libertad de prensa.
Por último, el antiguo edificio de la tienda Gath y Chaves. Este edificio fue uno de los primeros de la Avenida de Mayo, proyectado por el arquitecto Edwin Merry para la familia Ortiz Basualdo. En los comienzos alojó a la Sastrería Schwartz y en 1910 fue adquirido por la Tienda Gath y Chaves. Desde 1954 en su planta se encuentra la clásica confitería London City, donde Julio Cortázar situó pasajes de su novela Los Premios. Se destaca por una fachada modulada en hierro y vidrio y un coronamiento académico.

Entre Perú y Chacabuco, altura 600
El cruce con la calle peatonal Perú, continuación de la calle Florida, incrementa el caudal de turistas y negocios dedicados a ellos en esta zona.
- Vereda sur: tal vez la manzana más dañada en cuanto al patrimonio arquitectónico. En este lado se encuentra el distinguido Restaurante Pedemonte, uno de los más tradicionales de la ciudad, inaugurado en 1890 pero trasladado al n.º 676 de la avenida desde 1964. Conserva la boisserie y vitrales originales.
- Vereda norte: en el centro se halla El Pasaje de la Resistencia, ideal para comprar artesanías, algunas elaboradas en el propio lugar. Pueden observarse varios edificios con estilos que irán predominando en el recorrido, con fachadas entre francesas e italianas, con figuras alegóricas, finos trabajos de herrería en las barandas de los balcones y ventanas con artísticos diseños de guardas de hierro, grandes aberturas enmarcadas por trabajos de escultura y distintos tipos de relieves.

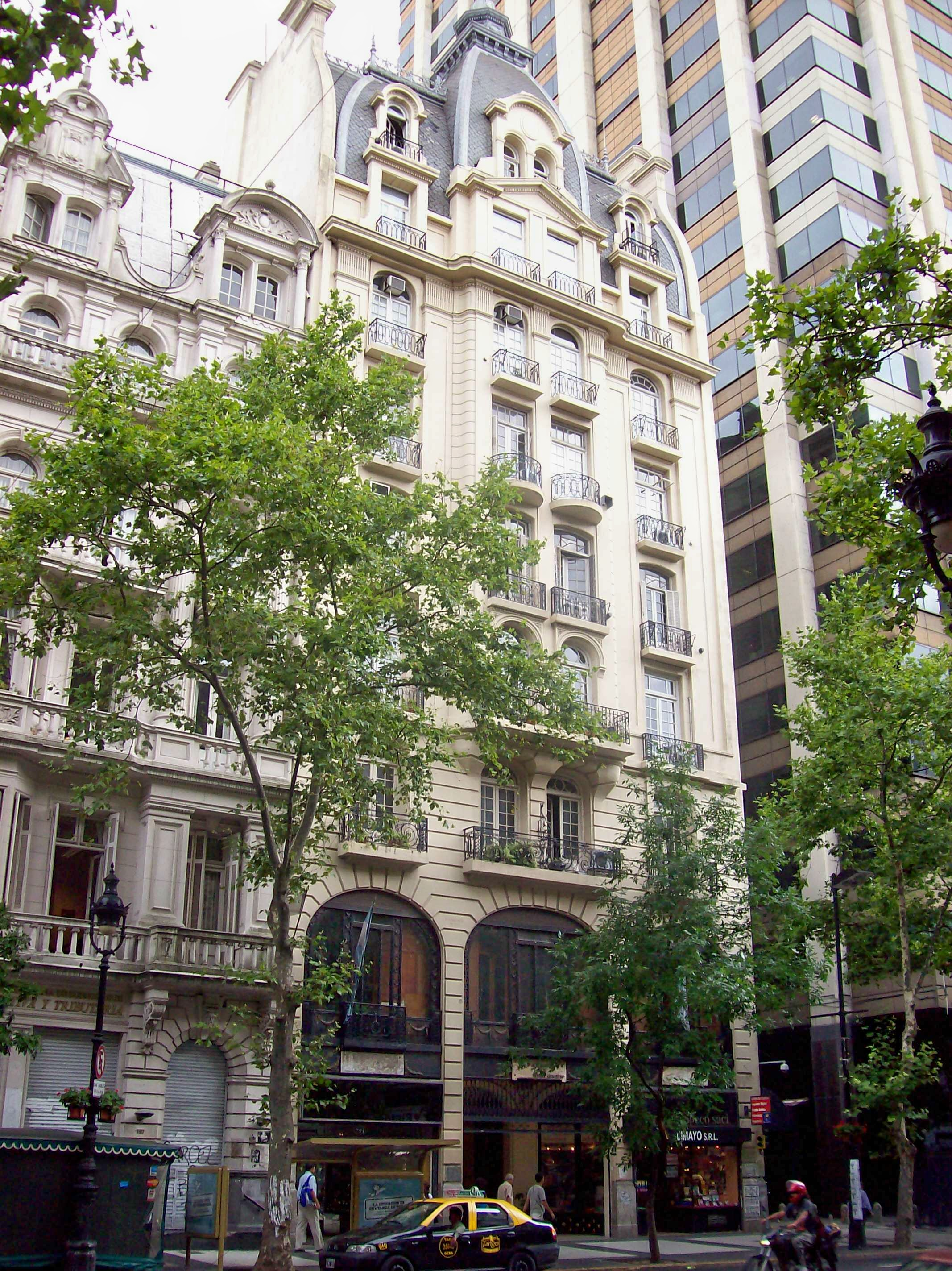
Pasaje Urquiza Anchorena.

Entre Chacabuco y Piedras, altura 700
- Del lado de la numeración par, se encuentra el edificio "cubo" Drabble, proyectado por el arquitecto alemán Büttner en 1893 de estilo academicista europeo. En él funcionó el Chacabuco Mansions Hotel.

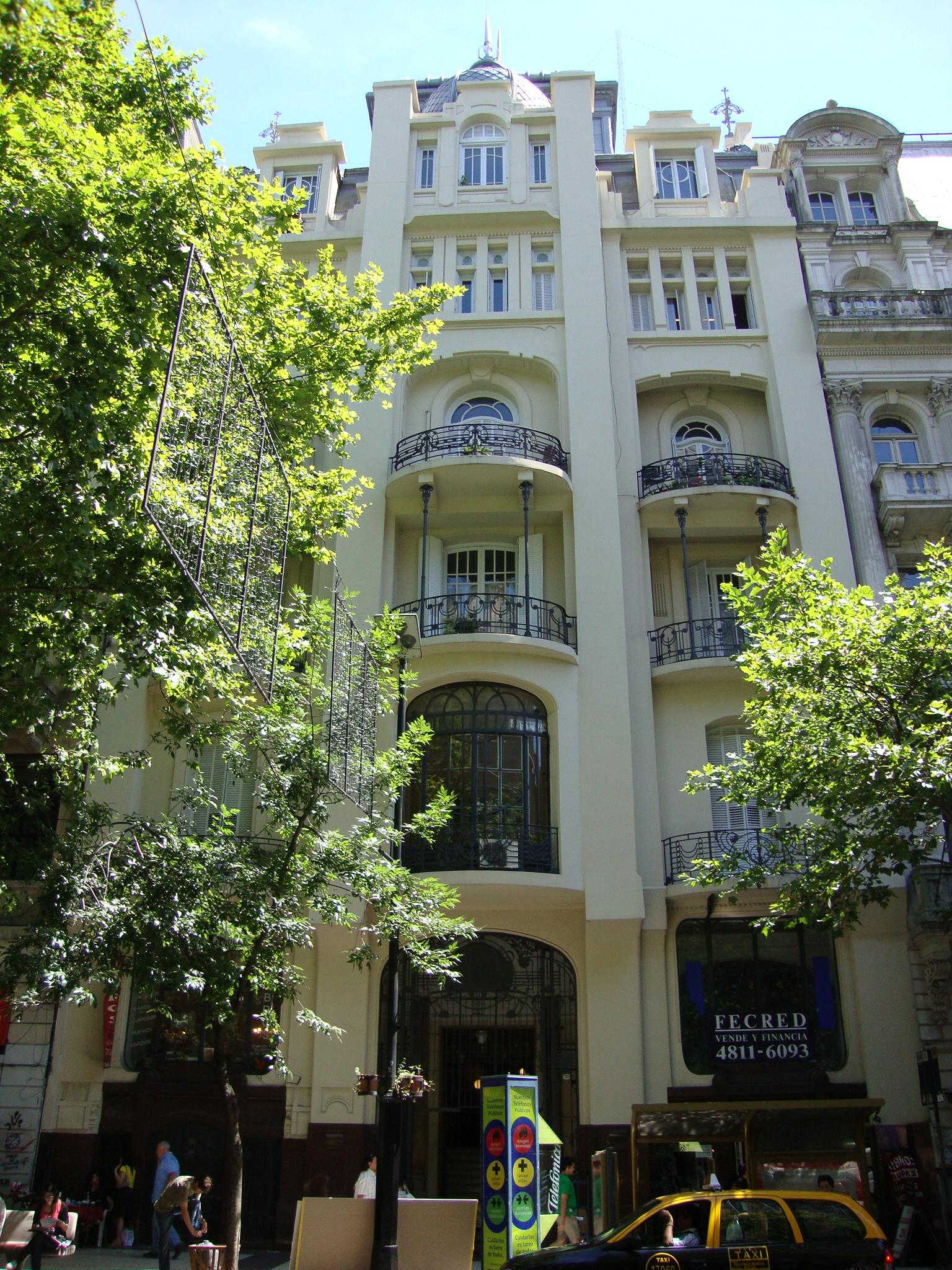
Palacio Vera, máxima representación del arte nuevo de Eustoquio Díaz Vélez (hijo).

- En la vereda norte, en el 747-753, se encuentra lo que fue un petit hôtel, actual pasaje Urquiza–Anchorena, realizado por el arquitecto Sanguinetti. De estilo academicista francés, con arcadas y puertas de madera talladas, esta construcción se ve opacada por el desmesurado tamaño del moderno edificio de oficinas construido a su lado este.
- En el n.º 767-777 se encuentra el Palacio Vera, uno de los más importantes edificios de estilo art nouveau de la Avenida de Mayo. Fue mandadado construir por su propietario, el rico estanciero Eustoquio Díaz Vélez (hijo) -vástago del general de la Independencia Argentina Eustoquio Díaz Vélez. La obra fue proyectada y ejecutada por el ingeniero arquitecto Arturo Prins y por el arquitecto Oscar Ranzenhofer. Fue inaugurado en 1910 por la Infanta Isabel de Borbón, representando a España, en coincidencia con la conmemoración del Centenario Argentino de la Revolución de Mayo. La familia Díaz Vélez lo destinó durante varias décadas como edificio de alquiler y de oficinas. Allí funcionó el Hotel Centenario, el diario La Época y tuvieron sus oficinas varias personalidades, entre ellas Hipólito Yrigoyen y Federico Álvarez de Toledo. El edificio es una construcción representativa por sus cinco pisos y su fachada con vista a dos calles: la principal se ubica sobre la Avenida de Mayo y el contrafrente lo hace sobre la calle Rivadavia. Toda la edificación es típicamente del arte nuevo. Sobre la Avenida de Mayo posee un gran portón de acceso trabajado en hierro que da paso a una escalinata de mármol. La fachada se combina con sus finos balcones que presentan curvas y volados, algunos sostenidos por columnas de hierro y que protegen rejas también de hierro forjado. Los locales que dan a la Avenida se encuentran recubiertos con mármol rojo. Las formas redondeadas y sus vidrios biselados completan el delicado conjunto exterior. Dentro del edificio, el hall de entrada da paso a locales y a una escalera que se bifurca para llegar al primer piso con balaustrada de mármol travertino. Una claraboya superior formada por un exquisito vitraux rectangular ilumina la escalera de hierro ondulado. El conjunto presenta una estilizada y ornamentada carpintería de madera y vidrios viselados en puertas y ventanas que categorizan la edificación. Los techos están finamente trabajados con molduras de estuco. Se ubica en su planta baja la librería "El Tunel" que hace décadas se especializa en libros antiguos, incunables y primeras colecciones que atraen a ávidos lectores. También se sitúa la vinoteca "Vera Wines", dedicada a los sibaritas del vino y a orgánicos.
- En los números 789, 791, y 799 y en la esquina de la calle Piedras N.º 97 se encuentra un magnífico edificio inaugurado en el año 1890 y proyectado por el arquitecto suizo Christian Schinder. En él se fusionan y amalgaman estilos eclécticos.

Entre Piedras y Tacuarí, altura 800

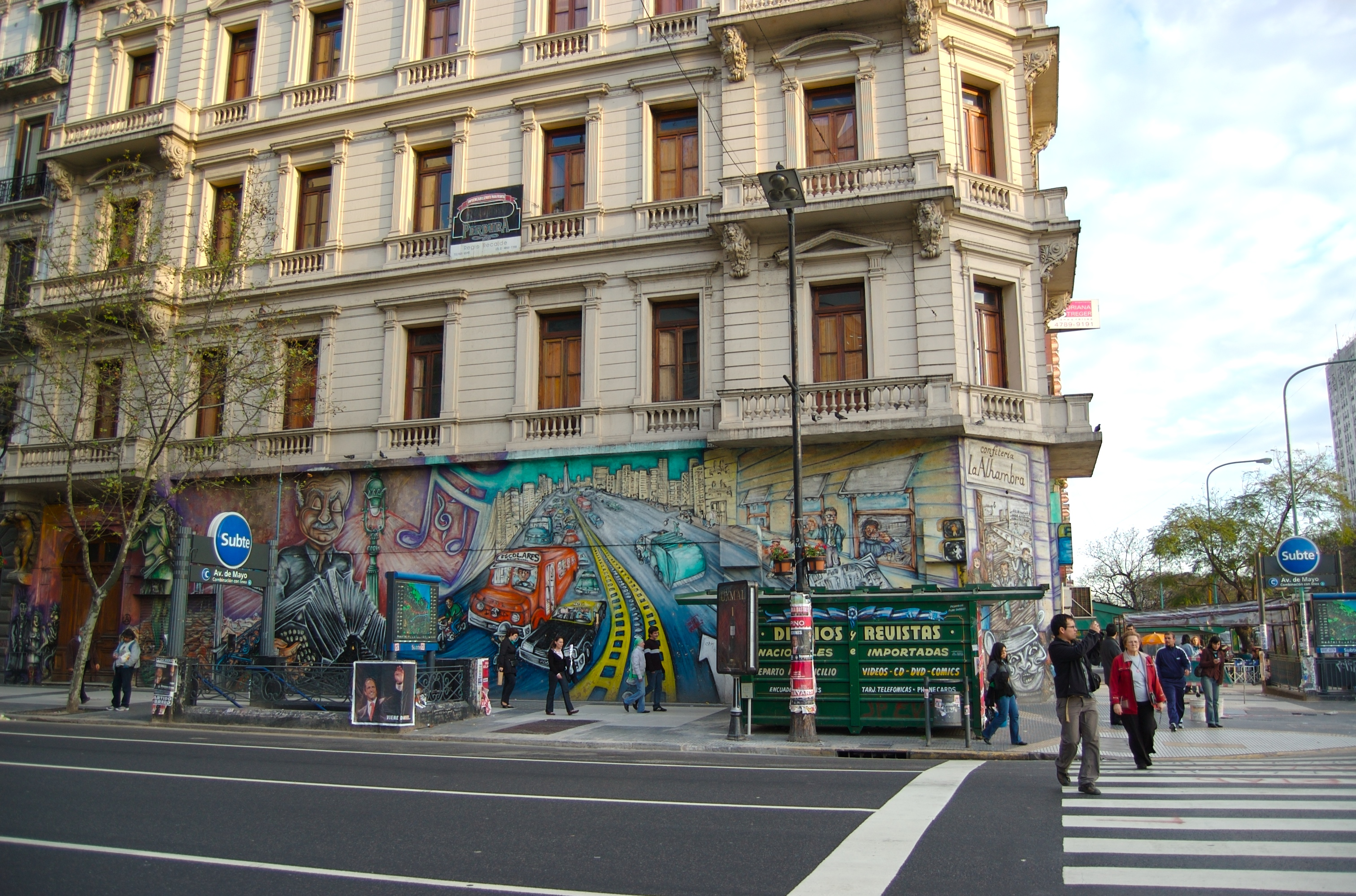
cruce con B. de Yrigoyen, esquina sur.

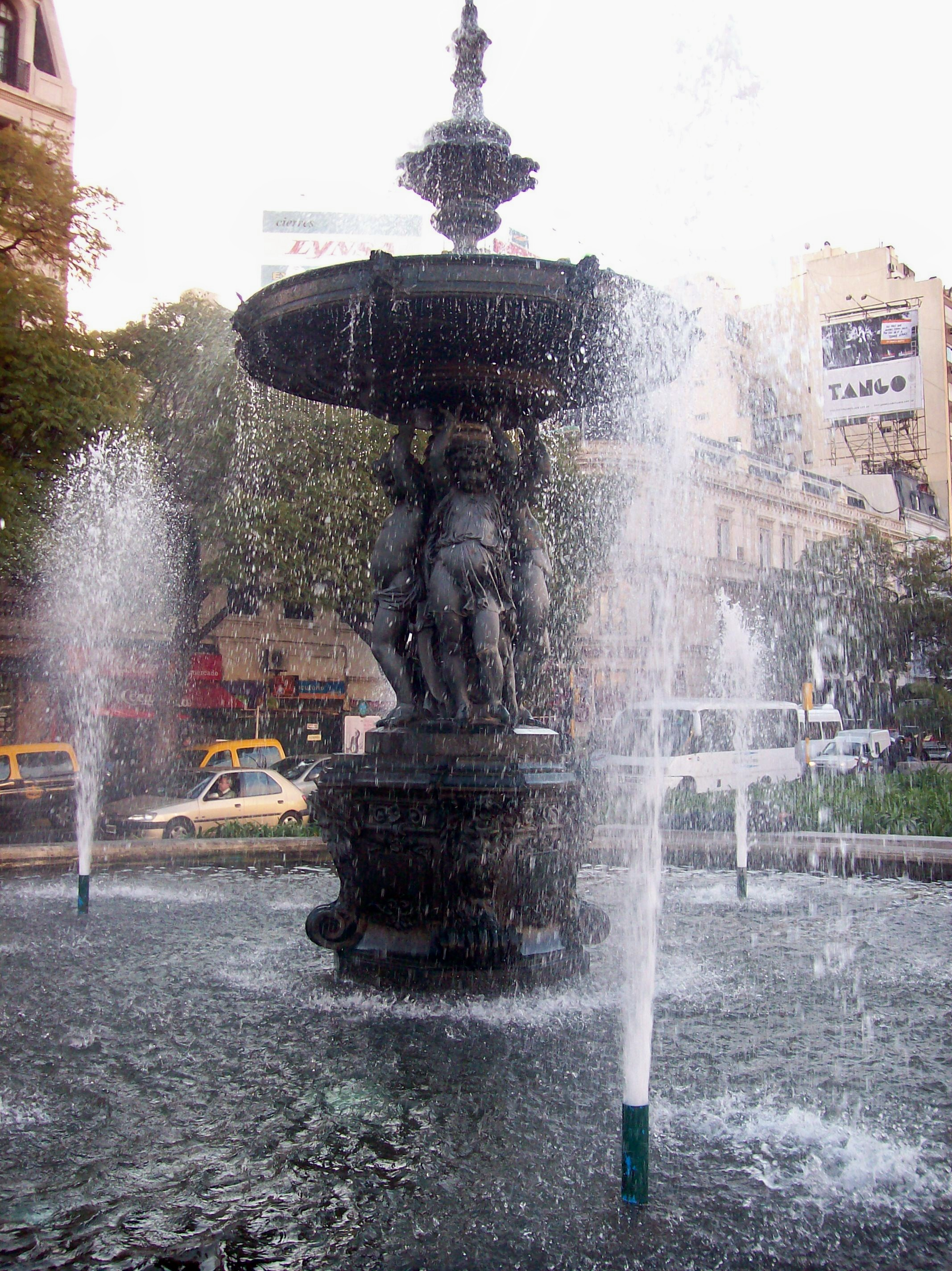
Fuente decorativa francesa en el cruce con la Avenida 9 de Julio.

En ambas veredas se encuentran entradas a la estación de subte Piedras de la línea A.

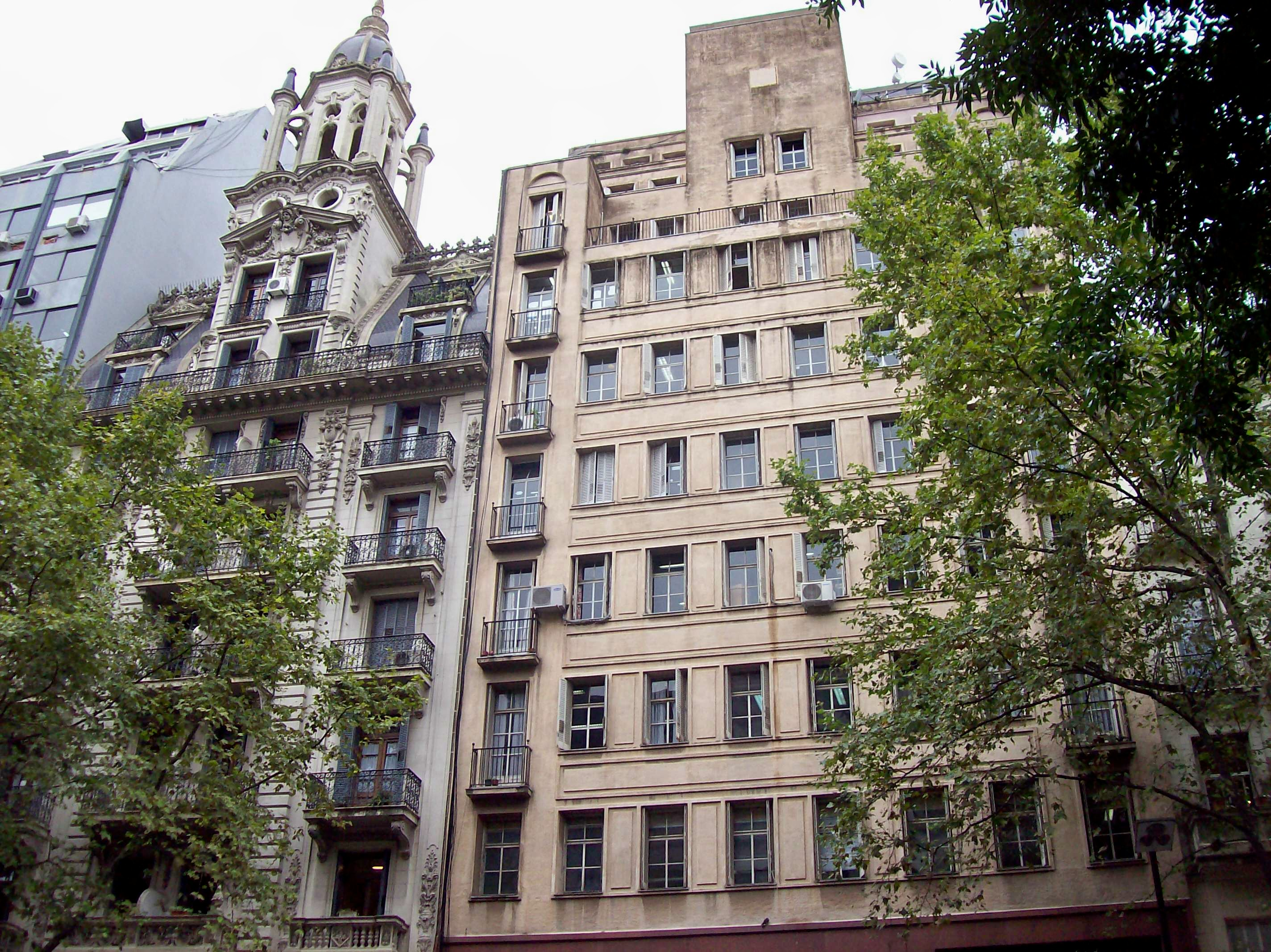
Edificio del ANMAT: único exponente del racionalismo alemán en la avenida.

- Del 802 al 838 se levanta lo que fue el Hotel Windsor, construido en 1895, que ha perdido parte de su belleza debido a remodelaciones realizadas por manos no expertas. En el 826, en un edificio diseñado por el arquitecto Roland Le Vacher, se encuentra la Asociación Amigos de la Avenida de Mayo. También se destaca la construcción del actual Hotel Argentino en el n.º 860.

- Entre el 825-833 se ubica al magnífico café Tortoni, descripto anteriormente. En el piso inmediato superior se encuentra la Academia Nacional de Tango.
En el 869 se aprecia una obra del racionalismo alemán, el sólido y austero edificio que perteneció a la empresa Siemens, del año 1935, hoy sede de la Administración Nacional de Medicamentos, Alimentos y Tecnología Médica (ANMAT). En este estilo es el único edificio de la avenida y el más antiguo de Buenos Aires. Contrasta su sobriedad con la de los restantes edificios de su entorno.

Entre Tacuarí y Bernardo de Irigoyen, altura 900
En ambas veredas se encuentran entradas a la estación de subte Avenida de Mayo de la línea C.
- Del 902 al 926 se halla otra obra de Chistophersen, realizada en 1895, el Hotel Astoria. Y al lado el majestuoso, pero degradado en el aspecto edilicio, Hotel España, construido dos años después que el Astoria.
En la esquina con Bernardo de Irigoyen se halla abandonada la casona Gregorini, de estilo italianizante. En ella funcionó hasta 1942 el hotel D'Arc; y más tarde fue sede de los cafés Eslava y Paulista. En los comienzos del siglo XX se encontraba allí la confitería Alhambra, donde actuaba una orquesta de señoritas que era una de las grandes atracciones de la Avenida.
- En la vereda norte se encuentra en el 915 con su fachada ondulada el Hotel Novel (antiguo edificio Monsegur), inaugurado en el año 1906 y proyectado también por Christian Schindler (Berna, Suiza, 1859 · Buenos Aires, Argentina, 1920), uno de los principales arquitectos de esta avenida por ser el autor de catorce de sus edificios originales. En el 935 se emplaza el Alcázar Hotel (1885). Con una bella y original fachada de paños de vidrio se presenta el edificio que ocupa el solar del 963.

Avenida 9 de Julio, entre Bernardo de Irigoyen y Lima, altura 1000
- La Avenida se desdibuja al cruzarse con la muy ancha 9 de julio. Aquí pueden observarse, en una plazoleta del lateral sur, el monumento que recuerda la imagen del ingenioso hidalgo don Quijote de la Mancha con un pedestal blanco que busca imitar las colinas manchegas, realizado en conmemoración de los cuatrocientos años de la segunda fundación de la ciudad. Su escultor: el español Aurelio Teno. 
En la plazoleta noroeste, frente al Quijote, se destaca una fuente Decorativa Francesa.
- En la plazoleta la noreste, llamada Provincia de Misiones,  La ciudad de Buenos Aires inauguró en diciembre de 2013 una réplica a escala de las Cataratas del Iguazú. Se trata de un monumento con forma de semicírculo que representa la potente caída del de la Garganta del Diablo, uno de los saltos más famosos del parque nacional. Seis bombas abastecen de agua las caídas y cuatro de ellas tiran agua a más de 100.000 litros por hora en un sistema de reciclaje. Otras dos bombas generarán rocío, imitando el efecto que se siente al acercarse a la Garganta del Diablo. La construcción tiene 280 metros lineales de extensión e incluye una pasarela por la cual el público puede acercarse hasta la caída.[24]

Entre Lima y Salta, altura 1100
En ambas veredas se encuentran las entradas a la estación de subte Lima de la línea A.
- A partir del cruce con la 9 de Julio se puede percibir la presencia de la cultura española en hoteles, cafés, teatros y antiguas redacciones de periódicos de la colectividad hispana. Se destacan en la primera cuadra la silueta del magnífico Hotel Castelar (Hotel Excelsior desde 1928 hasta 1959), obra del arquitecto Mario Palanti, que a pesar del año de su inauguración aún se encuadra en el academicismo. Está catalogado por ley del Código de Planeamiento Urbano con un grado de protección estructural.
El café Iberia se encuentra en la esquina con Salta que, como se comentó en la sección de los cafés, es reconocida por la legislatura municipal como la Esquina de la Hispanidad.
- En el n.º 1147, se encuentra un palacete que data de 1895. En sus salones funcionó la sede de la Unión Industrial Argentina. Abundaron aquí también hoteles como el antiguo hotel París, entre el 1161/99, de estilo francés, donde en la actualidad se encuentra en su planta baja el restaurante Plaza Asturias. Y el Hotel Metrople (1900), hoy Hotel Cecil.

Entre Salta y Santiago del Estero, altura 1200

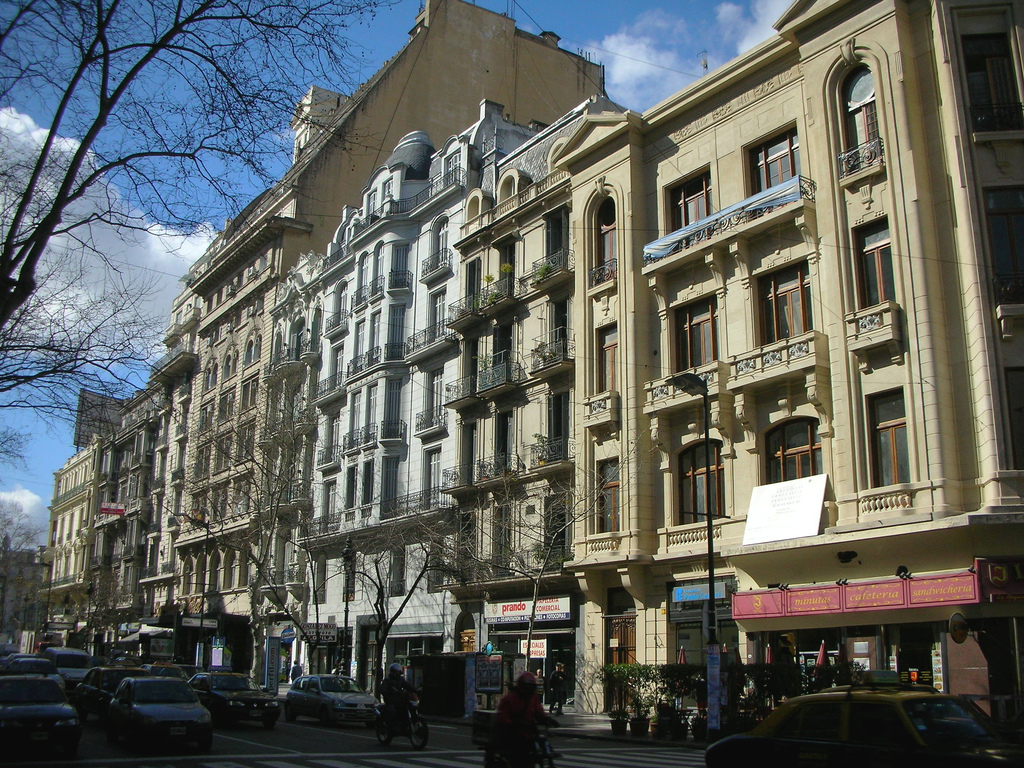
Altura 1100, lado par.

- En la esquina de la vereda par se encuentra un edificio que fue el Hotel Español, anteriormente Castilla, remodelado en 1976. Funcionó allí el bar y confitería que ya se mencionó fue reducto de los falangistas. Actualmente está ocupado por un banco. Contiguo a él se encuentra el Teatro Avenida, inaugurado en 1908 con el nombre de Teatro de la Avenida y reconstruido en 1994 después del incendio de 1978. Catedral musical y cultural de la colectividad española en Buenos Aires, en él García Lorca estrenó su obra Bodas de Sangre y también se estrenó póstumamente La Casa de Bernarda Alba en 1945.
Más adelante, abandonado, se halla el edificio de lo que fue el Faro de España, periódico decano de la colectividad —y sucesor del Nuevo Correo—, fundado por Braulio Díaz Sal.
- Vereda impar: el edificio del antiguo Hotel Metropole se encuentra en la esquina con Salta, frente al del mencionado, y ya desaparecido, Hotel París. Obra del arquitecto Augusto Plou, fue inaugurado en 1899, habiendo sido uno de los mejores de Buenos Aires. Se suceden luego una serie de fachadas interesantes y bien conservadas, como la del antiguo Cine Lara (1915), la del Hotel Cecil y la del Hotel Chile (antes Hotel Lutecia), en la esquina con Santiago del Estero, una claro exponente del mejor estilo art-nouveau, realizado por el arquitecto Luis Dubois, que perdió su hermosa mansarda por un incendio en 1988, volviéndola a recuperar luego de una restauración en 2018.[22]
En el n.º 1265/71 encontramos el elegante bar 36 billares, cuya fachada se distingue por su granito rojo de gran calidad y sus grandes ventanas cubiertas por amplios toldos. En su subsuelo se hallan numerosas mesas de billar, de casino (juego similar al billar), de snooker y de pool, rodeadas de gradas para no perderse ningún detalle. Se dictan clases de billar y varios campeones dan cátedra en sus mesas.

Entre Santiago del Estero y San José, altura 1300

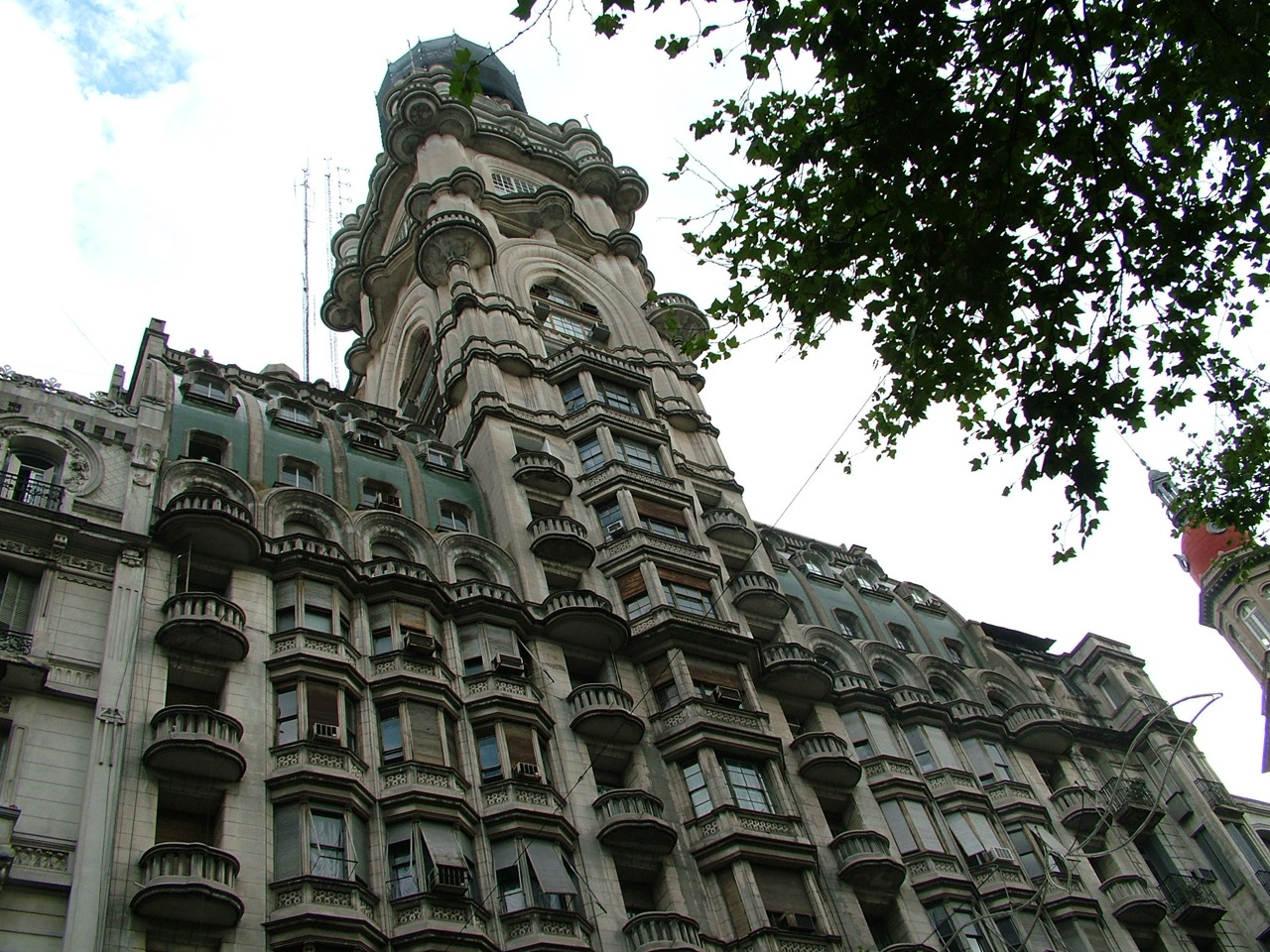
El Palacio Barolo supo ser el edificio más alto de la ciudad.

Este tramo presenta una significativa pendiente de descenso al acercarse a San José, que se convierte en ascenso al cruzar dicha calle, recordándonos que antiguamente circulaba por ella el cauce del arroyo conocido como Zanjón de Granados.
- En la vereda sur, encontramos la inconfundible silueta del Palacio Barolo que debe su nombre al italiano Luis Barolo, pionero de la industria textil. Diseñado por el arquitecto Mario Palanti, tiene un estilo neogótico romántico y su diseño está basado en la Divina Comedia, pues Palanti era un estudioso de Dante Alighieri. Fue inaugurado el 7 de julio de 1923 y hasta 1935 con sus aproximadamente 100 m de altura y 18 pisos, que le fueron permitidos mediante por una excepción de la ordenanza reglamentaria realizada al efecto, fue el más alto de la ciudad. En lo alto alberga un faro, restaurado en 1981, de 300.000 bujías, que se ha utilizado en algunos acontecimientos significativos. Su planta baja es recorrida longitudinalmente por un pasaje, que conecta la Avenida de Mayo con la calle Hipólito Yrigoyen, con locales comerciales finamente decorados y una ornamentada bóveda que cubre la totalidad del pasaje.
- En el n.º 1396 se encuentra la sede central del CAECE o Centro de Altos Estudios en Ciencias Exactas, edificio que perteneció al Profesorado Joaquín V. González.

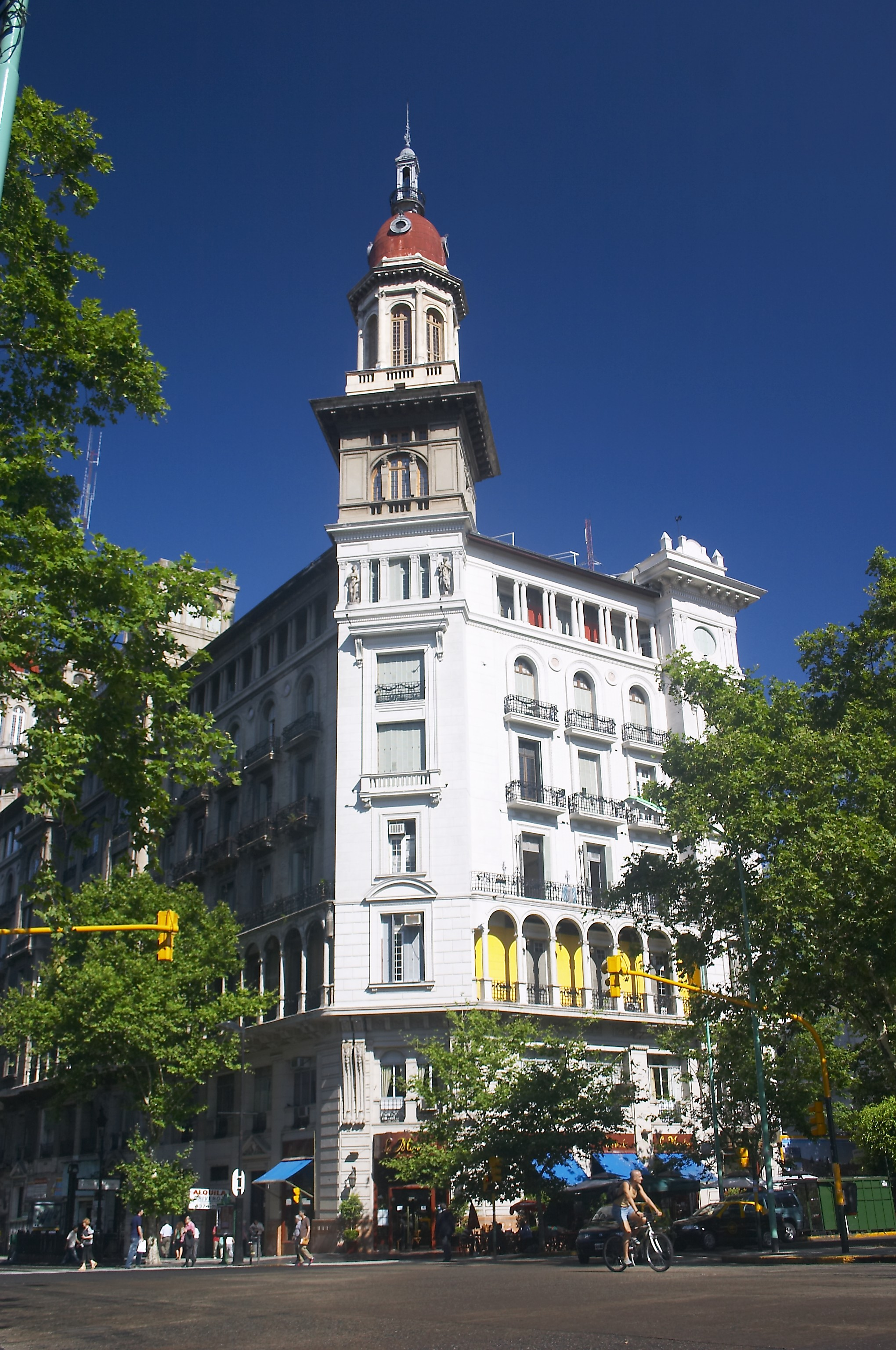
La Inmobiliaria en el extremo oeste de la avenida.

- Hay dos magníficos edificios en la vereda norte. El primero de ellos, en el n.º 1317, fue el Hotel Majestic, inaugurado en 1910, uno de los más fantásticos que tuvo Buenos Aires. En él se alojaron las delegaciones que arribaron para los festejos del Centenario de la Revolución de Mayo. El séptimo piso ofrecía el atractivo de una gran galería de cristales donde funcionaba un bar. En el exterior, entre la galería y la balaustrada se ubicó el comedor de verano. En su frente se puede apreciar una muestra de diversos estilos: academicismo, art nouveau y fundamentalmente art decó; fruto de las varias intervenciones realizadas. El proyecto original correspondió a los arquitectos Collivadino y Benedetti.
- Vecino a este edificio, en el 1333, y diseñado por los húngaros Gyorgy y András Kálnay, se encuentra la antigua sede del diario Crítica construida en 1926, el único edificio de esta avenida con marcado estilo art decó. En su fachada se destacan los vitrales y las cuatro estatuas que custodian lo que fue la oficina de su director Natalio Félix Botana. Actualmente aloja una dependencia de Policía Federal Argentina.

Entre San José y Luis Sáenz Peña, altura 1400
A ambos lados: entradas a la estación de subte Sáenz Peña de la línea A.
- La vereda norte está muy bien conservada, con construcciones de agradables fachadas pertenecientes en su mayoría a estilos de principios del siglo XIX.

- La vereda sur de la última cuadra está íntegramente ocupada por el monumental edificio de cúpulas rojas denominado La Inmobiliaria. Es un complejo de oficinas y viviendas que debe su nombre a la Compañía de Seguros La Inmobiliaria, ya desaparecida, construido por el arquitecto Luis Broggi hacia el año 1910, en donde la fusión y amalgama de estilismos eclécticos, sumado a elementos del art-nouveau, una arquería de carácter italianizante y posturas neoclasicistas, conforman una fachada muy rica. En el piso más alto pueden observarse las estatuas de Venus y Apolo. Actualmente está ocupada por un conjunto de comercios y viviendas.

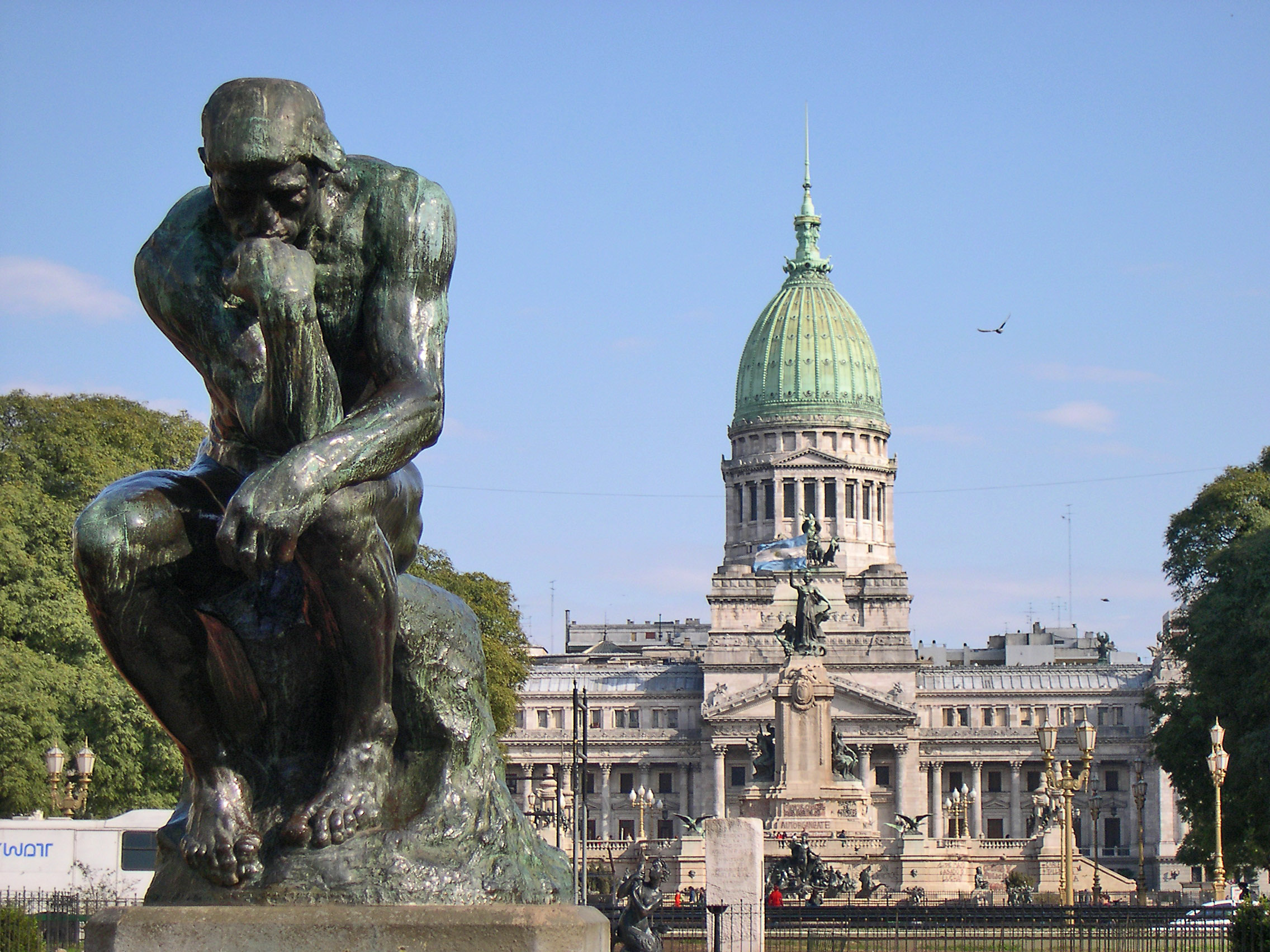
Vista del Congreso de la Nación desde la Avenida de Mayo.

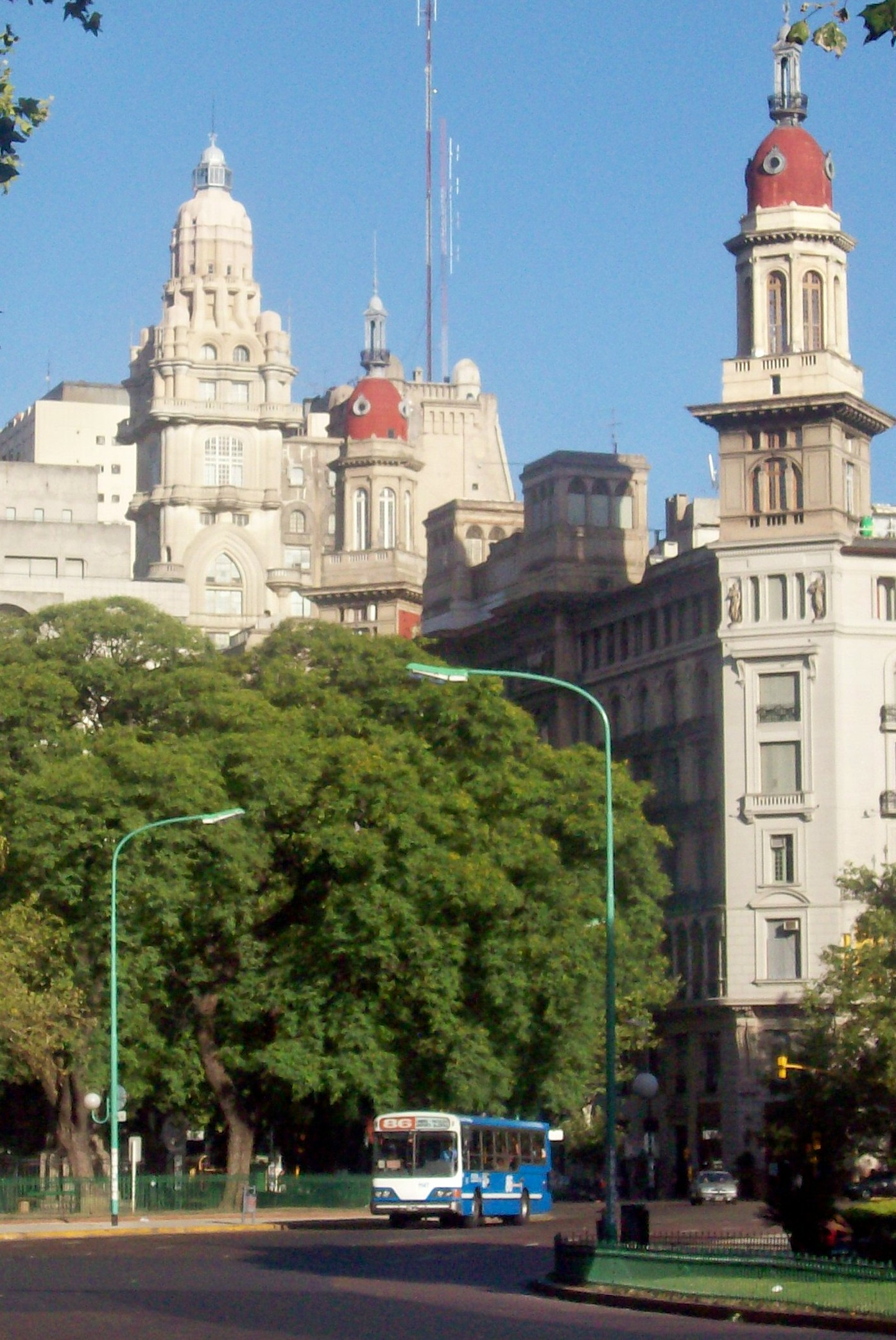
Tramo final de la arteria.

Tramo final entre Luis Sáenz Peña y Rivadavia.
- La avenida culmina en un trayecto curvo de pocos metros entre las plazas Mariano Moreno y Lorea, con la vista imponente al fondo del Palacio del Congreso de la Nación Argentina, coronado por la cúpula más grande de todo Buenos Aires; y una réplica en bronce sobre la plaza Moreno del monumento de El Pensador (1907), realizada a partir del molde original y firmada por su creador, el escultor francés Auguste Rodin.
A escasos metros, en la plaza del Congreso, se halla el Monolito del Kilómetro 0 desde donde parten todas las rutas nacionales del país.